# Système Séré de Rivières
Ne doit pas être confondu avec Ceinture de fer.

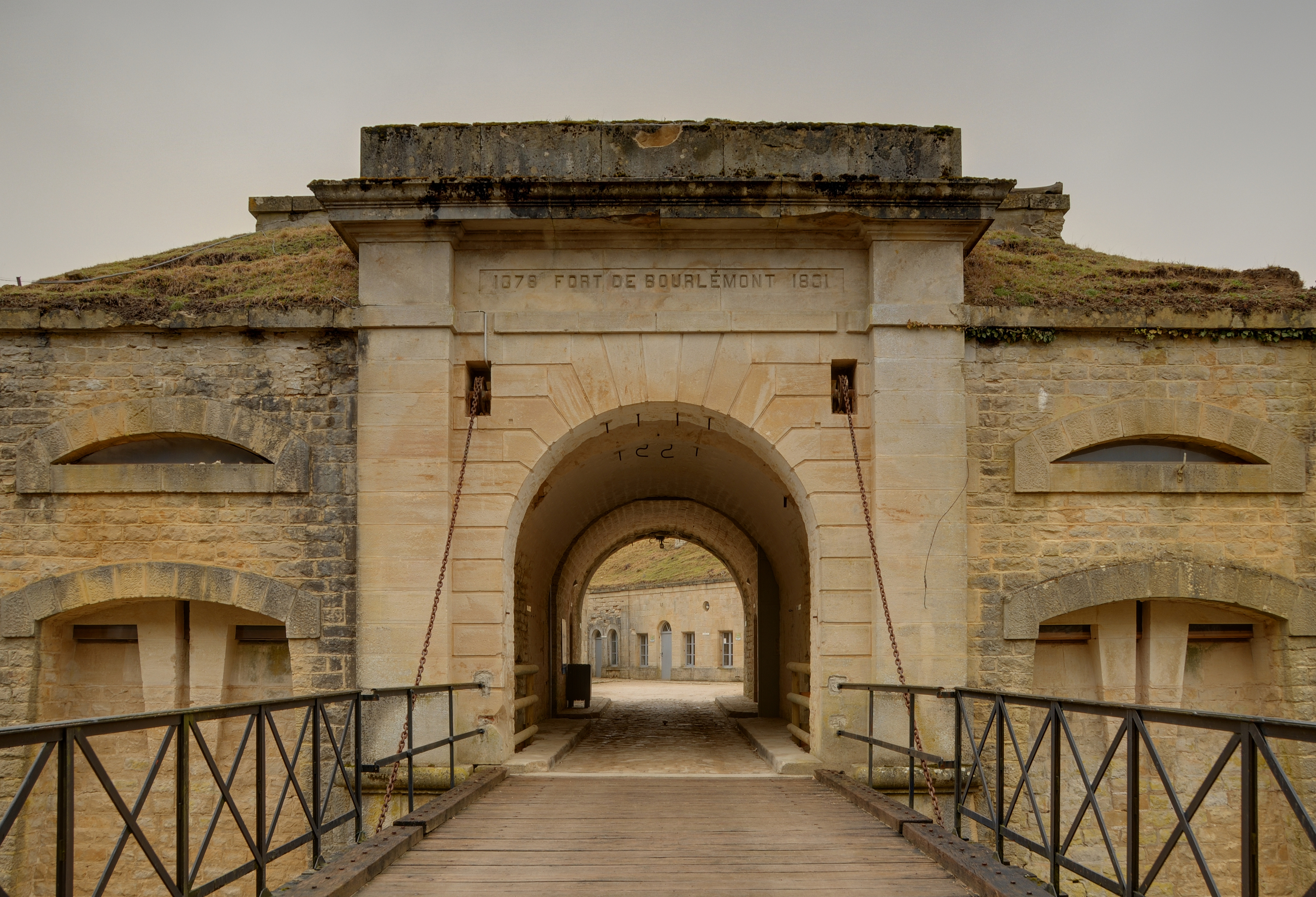
Entrée du fort de Bourlémont, un « fort d'arrêt » à l'ouest de la « trouée de Charmes ».

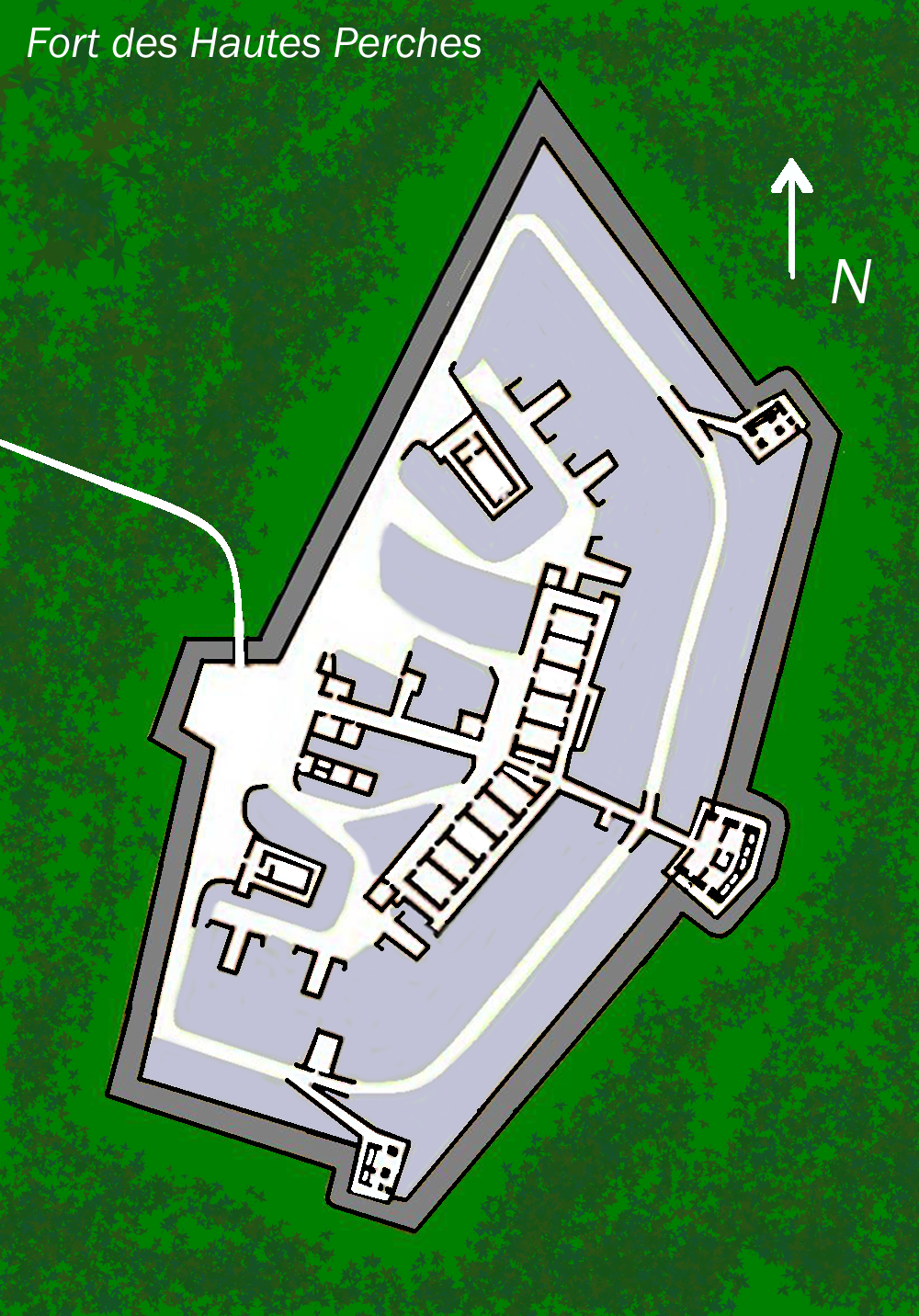
Le fort des Hautes-Perches (place fortifiée de Belfort), un plan caractéristique des forts Séré de Rivières.

Le système Séré de Rivières est un ensemble de fortifications bâti à partir de 1874 le long des frontières et des côtes françaises, en métropole ainsi que dans quelques colonies. Ce système défensif remplace les fortifications bastionnées mises en place notamment par Vauban. Il doit son nom (non officiel) à son concepteur et promoteur, le général Raymond Adolphe Séré de Rivières.
Le système est fondé sur la construction de plusieurs forts polygonaux enterrés (qualifiés de « forts Séré de Rivières »), formant soit une ceinture fortifiée autour de certaines villes, soit un rideau défensif entre deux de ses places, soit des forts isolés. Ces éléments ont été partiellement modernisés de la fin du XIXe siècle jusqu'en 1918, pour former ce que les Allemands ont appelé la « barrière de fer ». Son équivalent est en Allemagne la série des forts Biehler, au Royaume-Uni les forts Palmerston et en Belgique les forts Brialmont.
Les forts Séré de Rivières subirent l'épreuve du feu lors de la Première Guerre mondiale, soit quarante ans après le début de leur construction : ils démontrèrent par leurs résistances l’intérêt de la fortification (Douaumont, Moulainville, Vaux, etc.). La grande majorité d'entre eux sont déclassés pendant l'entre-deux-guerres, leur rôle étant repris par les ouvrages de la ligne Maginot. Les forts, rendus aux communes, sont maintenant le plus souvent laissés à l'abandon. Néanmoins, certains restent propriété du ministère de la Défense car toujours potentiellement dangereux (les bombardements reçus pendant les guerres rendant la dépollution pyrotechnique quasi impossible).

## Genèse du système

### Bouleversements

Schéma d'un tracé bastionné.

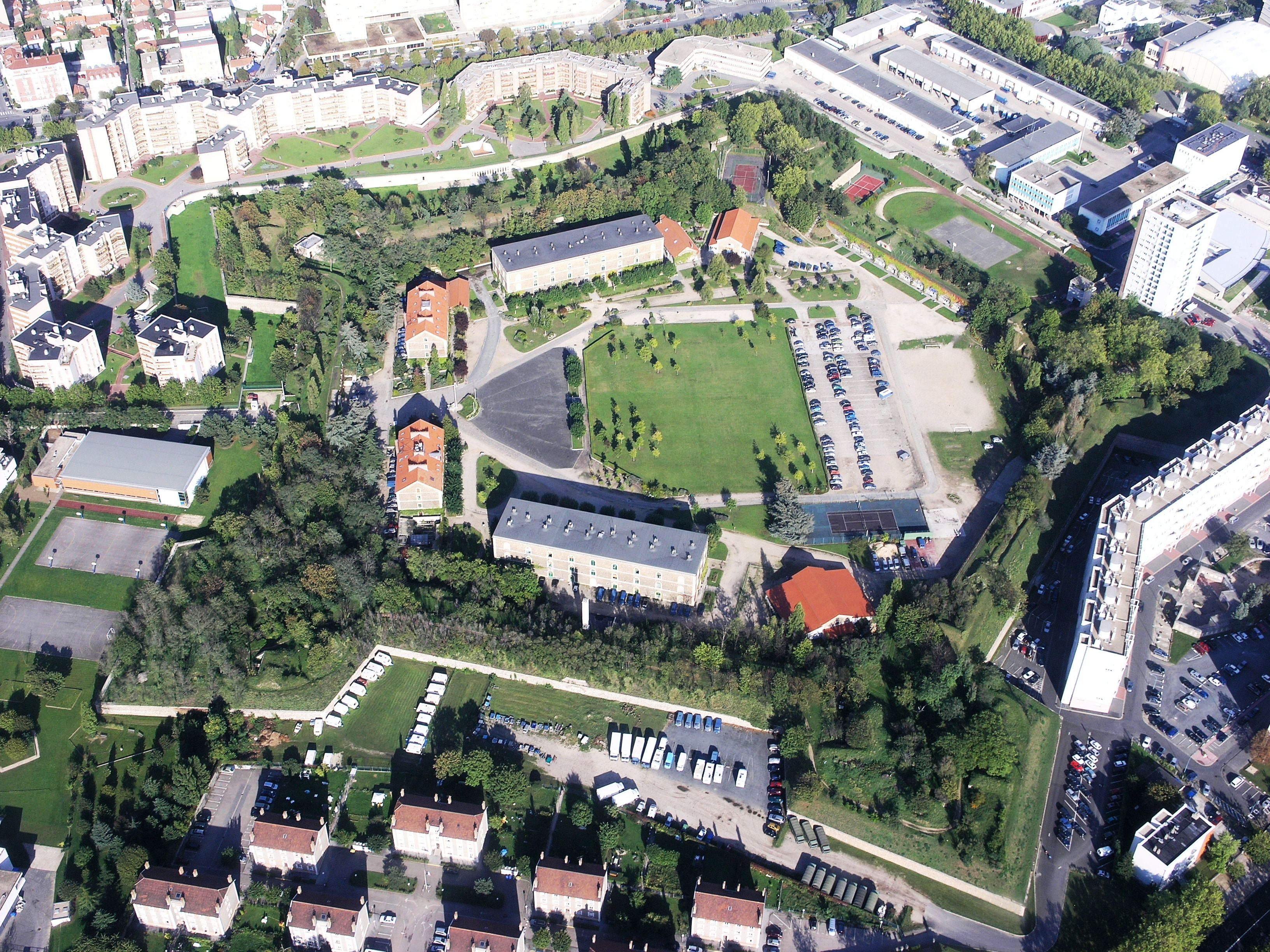
Le fort de Charenton, construit en 1842-1845 au sud-est de Paris, dont les cinq bastions forment un pentagone.

À partir de la fin du XVIIIe siècle, la fortification doit répondre aux avancées techniques dans le domaine de l'artillerie : l'augmentation de la portée des pièces (qui passe de 600 à 3 000 mètres au début du XIXe siècle), de la cadence de tir (grâce au chargement par la culasse), de la précision (grâce au canon rayé) et de la puissance des projectiles (obus cylindro-ogival muni d'une fusée percutante et rempli d'explosif) rendent inefficaces toutes les fortifications érigées selon les principes de la fortification bastionnée. Montalembert avait théorisé de nouvelles formes de fortification (qu'il appelle la « fortification perpendiculaire », correspondant à la fortification polygonale) protégeant des ouvrages d'artillerie se soutenant mutuellement. Si ces idées sont appliquées dès le début du XIXe siècle par les Piémontais (pour les forts de la barrière de l'Esseillon en Maurienne) et par les Prussiens (pour le fort Constantin à Coblence), les Français restent d'abord fidèles aux principes de Vauban et de ses successeurs (tel que Cormontaigne).
En 1832, la prise de la citadelle d'Anvers est due au pilonnage de la place par les mortiers du général Haxo (plus de 39 000 obus et bombes sont tirés en 19 jours de siège). Une solution à l'augmentation des portées est de construire une ceinture de « forts détachés » pour maintenir le centre-ville à protéger hors de portée de l'assiégeant. Cette solution est appliquée autour de Lyon en 1831-1852 (avec treize forts bastionnés et neuf redoutes), puis autour de Paris en 1840-1846 (avec quinze forts bastionnés et onze batteries placés de 1,5 à 5 kilomètres de l'enceinte).

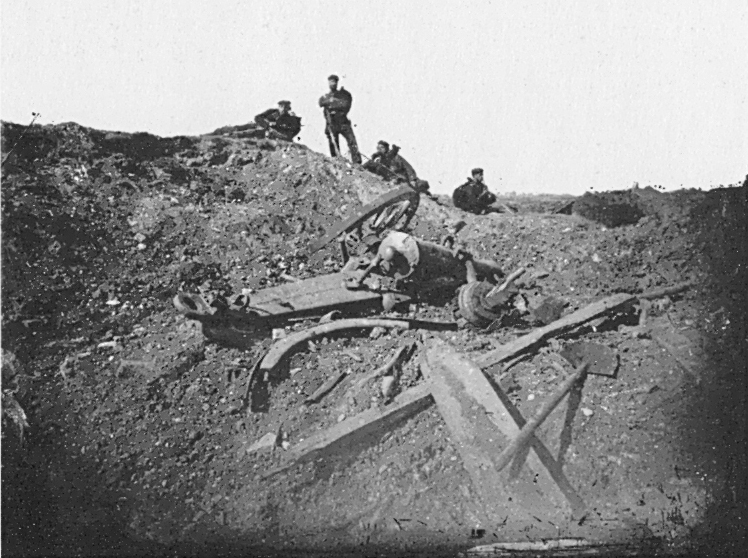
Siège de Strasbourg en 1870 : canon démonté au milieu des ruines d'un bastion. La citadelle de Strasbourg fut partiellement détruite par les bombardements allemands.

En 1863, des expériences sont menées au fort Liédot (sur l'île d'Aix) en tirant dessus avec les nouveaux obus explosifs : le fort ne résiste pas. La solution envisagée est de recouvrir les structures par des masses de terre. En 1867, le Comité des fortifications propose de moderniser les places fortes ; des travaux sont lancés à Metz, Belfort et Langres. À Metz, l'ancienne enceinte est complétée par une ceinture de forts imaginés par le lieutenant-colonel Séré de Rivières (alors commandant du génie à Metz) : les forts du Saint-Quentin, de Plappeville, de Saint-Julien et de Queuleu. Ces forts de forme trapézoïdale avec des bastions, le tout recouvert de terre, sont chargés de maintenir l'artillerie d'un assiégeant hors de portée de la ville ; les travaux sont terminés en urgence pendant le siège de Metz de 1870 (deux autres forts sont encore à peine ébauchés : ceux des Bordes et de Saint-Privat).
La guerre franco-allemande de 1870-1871 est marquée par les sièges de Strasbourg, de Bitche, de Metz, de Montmédy, de Verdun, de Belfort et de Paris, tous riches d'enseignements : les fortifications doivent être modernisées. À la conclusion du conflit par le traité de Francfort, la France se retrouve fortement affaiblie et isolée du reste de l'Europe, sous la menace d’une Allemagne renforcée par le gain de l'Alsace-Lorraine (qui rapproche les forces allemandes de Paris), ayant perdu en plus les deux places fortifiées de Strasbourg et surtout de Metz. Une des priorités est de fortifier la nouvelle frontière.

### Programme de 1874

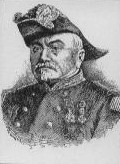
Portrait du général Raymond Adolphe Séré de Rivières.

Parallèlement à l’évacuation des dernières troupes d'occupation allemandes en 1873, est créé le « Comité de Défense » qui siège de 1872 à 1888. Ce comité a pour mission la réorganisation défensive de toutes les frontières de France, aussi bien terrestres que maritimes. Pour cela, il fallait boucher la brèche laissée par la perte des places fortes de l'Est, moderniser les anciennes places qui se montrèrent dépassées pendant les affrontements de 1870 et recréer de nouveaux forts adaptées aux nouvelles techniques de combat et notamment aux grands progrès qu'avait fait l'artillerie. Ce comité est créé par un décret présidentiel le 28 juillet 1872. Il compte à sa création neuf membres dont le ministre de la Guerre et des représentants de l’artillerie et du génie.
Séré de Rivières, général de brigade depuis octobre 1870, commandant du génie du 2e corps d’armée de Versailles (il vient de diriger la prise des forts d'Issy, de Vanves et de Montrouge défendus par les Communards), est présent dès le début dans ce comité, avant d'en être nommé secrétaire en juin 1873. Le 1er février 1874, il est promu à la tête du Service du génie au ministère de la Guerre. Séré de Rivières est désormais la tête pensante du Comité en ayant tous les pouvoirs nécessaires pour faire admettre ses idées et les réaliser sans réelle opposition. Il expose ses idées dans deux rapports : Considérations sur la reconstruction de la frontière de l'Est (21 juin 1873) et Exposé sur le système défensif de la France (20 mai 1874). Le rôle de ce système est :
- de freiner ou d'empêcher une nouvelle offensive ennemie ;
- de faciliter la mobilisation et le déplacement des troupes en cas d’attaque ;
- de faciliter la reprise des territoires perdus pendant la guerre de 1870.

« Créer sur la frontière qui s'étend de Calais à Nice, en arrière de cette frontière et jusqu'à Paris, un système défensif général en tenant compte des conditions de la guerre moderne, des effectifs mis en ligne, de l'importance des chemins de fer et des progrès de l'artillerie. »

— Séré de Rivières, 1872.
Le programme complet des fortifications proposé au Comité de Défense est estimé à 400 millions de francs. Le 17 juillet 1874, l'Assemblée nationale vote le financement d'une première tranche de travaux à hauteur de 88 millions, dont 29 au titre de l'année 1874. Les études et les terrassements commencent en fait avant le vote du financement, car il y a urgence à la suite des menaces de guerre avec l'Allemagne : à Toul et à Verdun sont élevées durant l'hiver 1874-1875 respectivement trois et six « redoutes de la panique » en terre. En 1880, alors que les travaux sont déjà bien avancés et à la suite de rivalités internes, de manœuvres politiques et de critiques de son système défensif, le général Séré de Rivières est évincé du Comité le 10 janvier et mis à la retraite. Malgré cela, on continue les travaux prévus, tranche par tranche, sous la direction de Cosseron de Villenoisy.

## Principes généraux

### Places et rideaux
Le système défensif de Séré de Rivières s'appuie sur le concept des places fortes (appelés antérieurement des « camps retranchés »), en y rajoutant le principe des rideaux défensifs et des trouées.

#### Places fortes
| \| Toul \| La place forte de Toul et sa ceinture de fortifications : les forts sont indiqués par des carrés bleus, les ouvrages par des ronds rouges (le fond de carte est celui de l'état-major de 1866). |
| Toul |

Les places fortes permettent de fournir des points importants de résistance autour des nœuds ferroviaires proches des frontières (Lille, Maubeuge, Verdun, Toul, Épinal, Belfort, Pontarlier, Briançon et Nice), des principales villes (Paris, Lyon et Marseille) et des arsenaux de la marine (Dunkerque, Cherbourg, Brest et Toulon). Des places fortes de seconde ligne sont aménagées (La Fère, Laon, Reims, Langres, Dijon, Besançon et Grenoble). Toutes ces places fortes ont non seulement un rôle défensif, mais également le rôle offensif de bases de départ pour mener d'éventuelles attaques (vers Metz ou Mulhouse, alors allemandes).

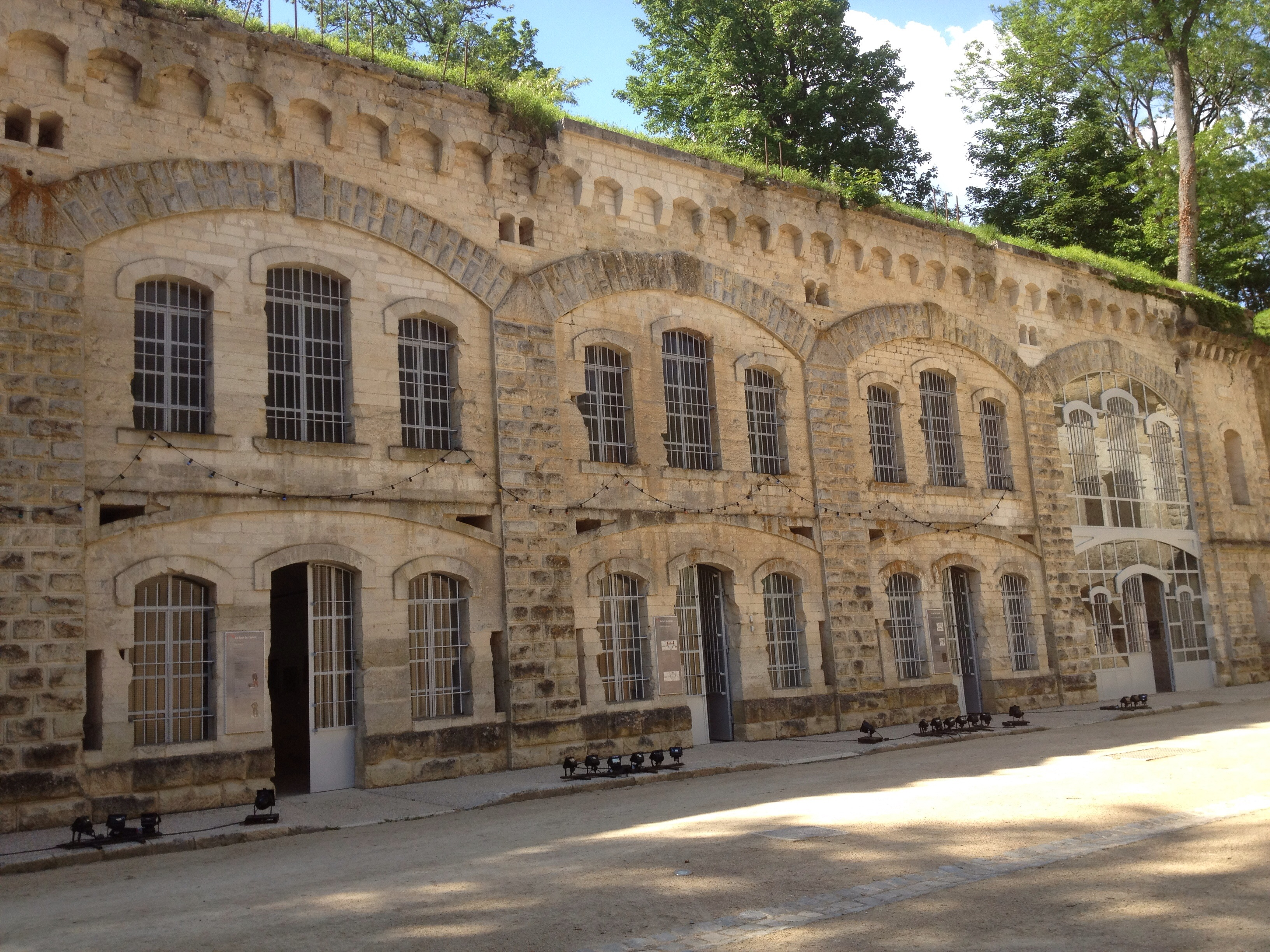
Un bâtiment de casernement dans le fort de Condé (place forte de Laon).

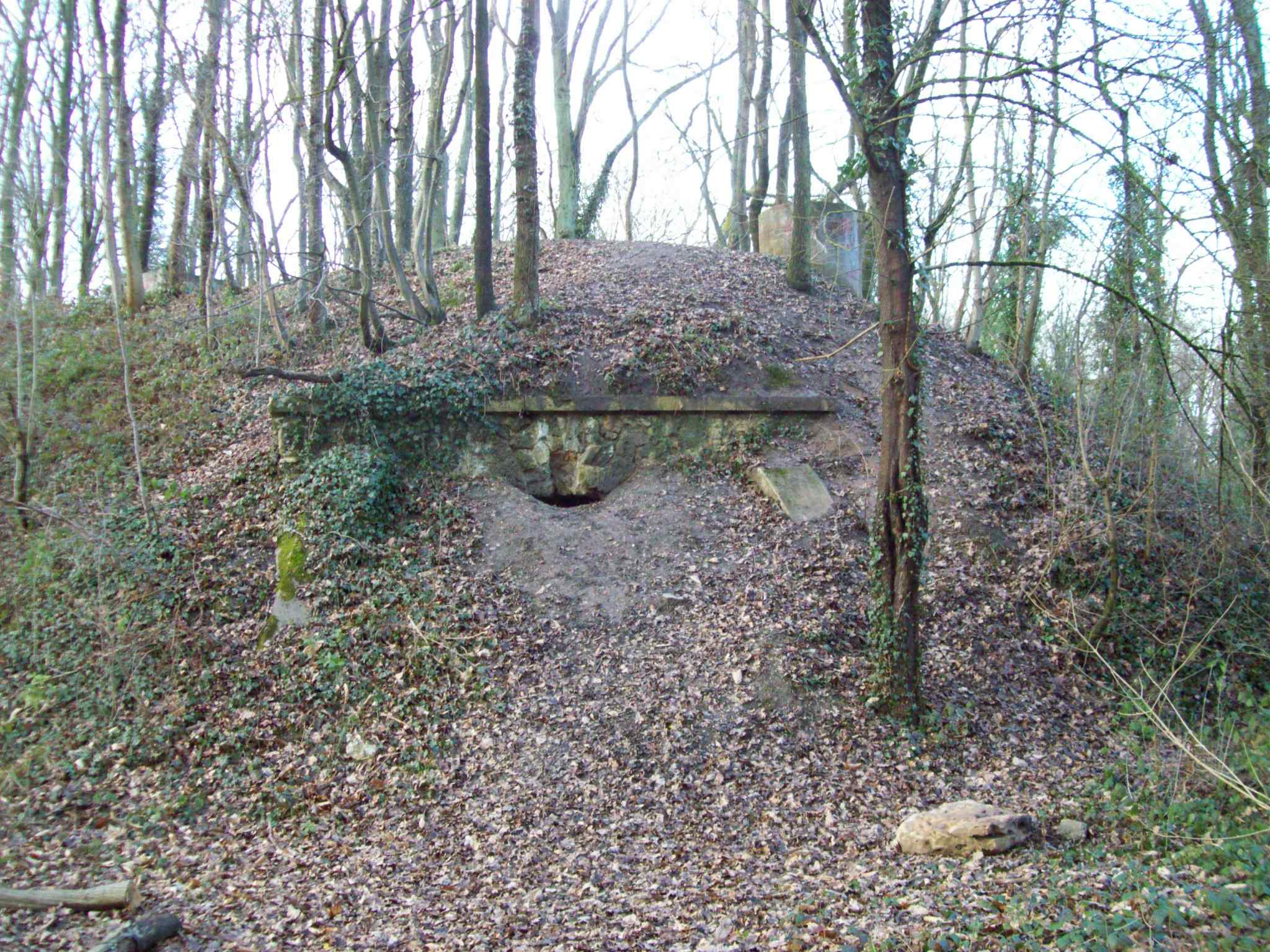
L'entrée du magasin à poudre. Au-dessus un puits de lumière et de ventilation qui assure l'apport de lumière naturelle et évacue la fumée des tirs d'artillerie (batterie de Noisy-le-Roi).

Les nouvelles places fortes doivent s'adapter aux progrès de l'artillerie. Finies les citadelles et les enceintes englobant les villes, maintenant les forts sont rejetés à l’extérieur des cités (d'où l'appellation de « forts détachés »), à environ une dizaine de kilomètres, voire plus, du centre urbain dans le but de laisser l’artillerie et l’ennemi suffisamment loin. On crée désormais autour des places fortes une ceinture de forts distants entre eux de seulement quelques kilomètres, de façon que leurs moyens défensifs puissent couvrir efficacement les intervalles. Ces forts ont la capacité de se défendre mutuellement : chaque fort peut ainsi tirer vers son voisin pour l’aider à se dégager d’une avancée de l’infanterie. En plus des principaux forts, il existe toute une série d’installations destinées à servir aux troupes d’intervalles. On retrouve ainsi des réduits défensifs (ou ouvrage d’infanterie) destinés à recevoir de l’infanterie, des « abris de combats » permettant aux troupes d’intervalles de s'abriter pendant les bombardements et servant également de casernement, des batteries intermédiaires destinées à recevoir de l’artillerie supplémentaire (prévues dès l’origine) ou en remplacement de l'artillerie des forts (en 1915, on avait décidé de désarmer en partie les forts Séré de Rivières que l’on jugeait trop concentrés, donc faciles à atteindre).
En arrière de la ligne de forts, on retrouve toute une série de bâtiments destinés au soutien logistique. Ainsi au centre des places on trouve les magasins centraux de vivres, de matériels et de munitions. Ces magasins permettent de ravitailler les forts et la ligne de front. Ce ravitaillement s’effectue au moyen d’un vaste réseau de chemin de fer militaire à voie de 60 cm (le système Péchot adopté par l’artillerie en 1888 est d’ailleurs développé sur la place forte de Toul) propre à chaque place. Le long de ces lignes de chemins de fer, on retrouve des dépôts intermédiaires de munitions destinés aux troupes d’intervalles.

#### Rideaux défensifs
Tirant les leçons du siège de Metz de 1870 qui avait montré qu'une armée pouvait se retrouver assiégée dans un camp retranché et qu'on ne pouvait pas se limiter à fortifier uniquement quelques places fortes, Séré de Rivières développe le principe des rideaux défensifs entre ces places. Ces rideaux défensifs utilisent des obstacles naturels (les côtes de Meuse pour le rideau défensif dit « des Hauts-de-Meuse » et le sud-ouest du massif des Vosges pour le « rideau de la Haute-Moselle ») qui sont ainsi valorisés par la présence des forts érigés sur les points hauts.
Trois rideaux défensifs sont aménagés, composés d'une ligne de plusieurs forts (par exemple le fort de Troyon) distants chacun de quelques kilomètres, permettant de défendre le passage entre deux places. Aux extrémités de chaque rideau défensif se trouve une place forte (pour le rideau des Hauts-de-Meuse : Verdun au nord et Toul au sud ; pour le rideau de la Haute-Moselle : c'est Épinal au nord et Belfort au sud). Ces rideaux ne forment pas une ligne continue le long des frontières, il n'y en a que trois : entre Lille et Maubeuge (le long de la frontière avec la Belgique), entre Verdun et Toul (rideau des Hauts de Meuse) et entre Épinal et Belfort (rideau de la Haute-Moselle).
Dans le Jura et les Alpes, les forts barrent seulement les vallées, bloquant ainsi les moyens de transport (Albertville, Bourg-Saint-Maurice, fort du Replaton en Haute-Maurienne, etc.).

#### Trouées
Sont ainsi volontairement aménagées des trouées pour « canaliser » les percées ennemies. Ces trouées débouchent toutes sur des places fortes de seconde ligne destinées à fixer l'avancée ennemie pendant que les troupes manœuvrent sur les flancs de ces armées pour pouvoir les prendre à revers. Quatre trouées sont prévues :
- la trouée de l'Oise[12] (entre les places de Maubeuge et de Verdun, au nord des Ardennes), bloquée par les places de La Fère et de Laon ;
- la trouée de Stenay (entre Maubeuge et Verdun, au sud des Ardennes), bloquée par la place de Reims ;
- la trouée de Charmes (entre Toul et Épinal), bloquée par la place de Langres ;
- la trouée de Belfort[13],[14].

En plus de ces dispositifs, de puissants forts isolés (« forts d'arrêt ») sont disséminés pour contrôler les axes de transport sur les flancs des trouées (dans les Ardennes et en Lorraine : par exemple le fort de Manonviller ou celui de Bourlémont sur les flancs de la trouée de Charmes) afin de gêner la progression de l'envahisseur, permettant d’obtenir des délais suffisants à la mise en place des armées chargées de le combattre.

### Forts polygonaux
Les forts développés de 1874 à 1880 selon l'Instruction de Séré de Rivières du 9 mai 1874 sont construits en maçonnerie, soit de pierre de taille, soit de moellons, soit de briques (selon les disponibilités locales), le tout recouvert de terre. La couche de terre sert de protection, dissipant la puissance explosive des premiers obus.

#### Défense rapprochée
Les forts que les Français construisent à partir de 1874 n'ont plus de bastions érigés à leurs saillants, le bastion étant devenu obsolète du fait des avancées des armements. Toutefois, nombre de ces forts présentent un front semi-bastionné qui est généralement celui situé à la gorge de l'ouvrage (à l'opposé du côté supposé de l'attaque). Le tracé des forts est un polygone (d'où le terme de « fortification polygonale ») souvent proche du trapèze, délimité par un fossé. Les différents côtés du polygone sont appelés « faces », « flancs » et « gorge » (ce dernier côté où se trouve la porte étant dirigé vers l'intérieur de la place). Ce fossé est d'une profondeur de six mètres pour douze de large (selon les instructions, il y a des variations locales), délimité par deux murs, l'un d'escarpe du côté du fort et l'autre de contrescarpe du côté extérieur. Le fossé est défendu par les tirs venant des caponnières, des casemates tirant en flanquement : elles sont placés aux angles, au niveau du fond du fossé. Elles sont simple (une direction de tir), double (deux directions) voire triple (un cas au fort du Lomont). Ces caponnières, situées en fond de fossé et donc moins vulnérables aux projectiles d'artillerie, remplacent les bastions qui prévalaient dans la fortification depuis trois siècles et demi.
Les environs immédiats sont occupés par l'habituel glacis, qui s'étend au-delà du terrain militaire sur la « zone de servitude militaire », délimitée par des bornes respectivement à 250 (zone inconstructible), 487 (constructions uniquement en bois) et 974 mètres (constructions sans altération du relief) du fort. L'entrée du fort se fait par un pont, généralement escamotable. L'infanterie du fort peut prendre place dans des positions d'infanterie spécialement aménagées en surplomb du fossé.

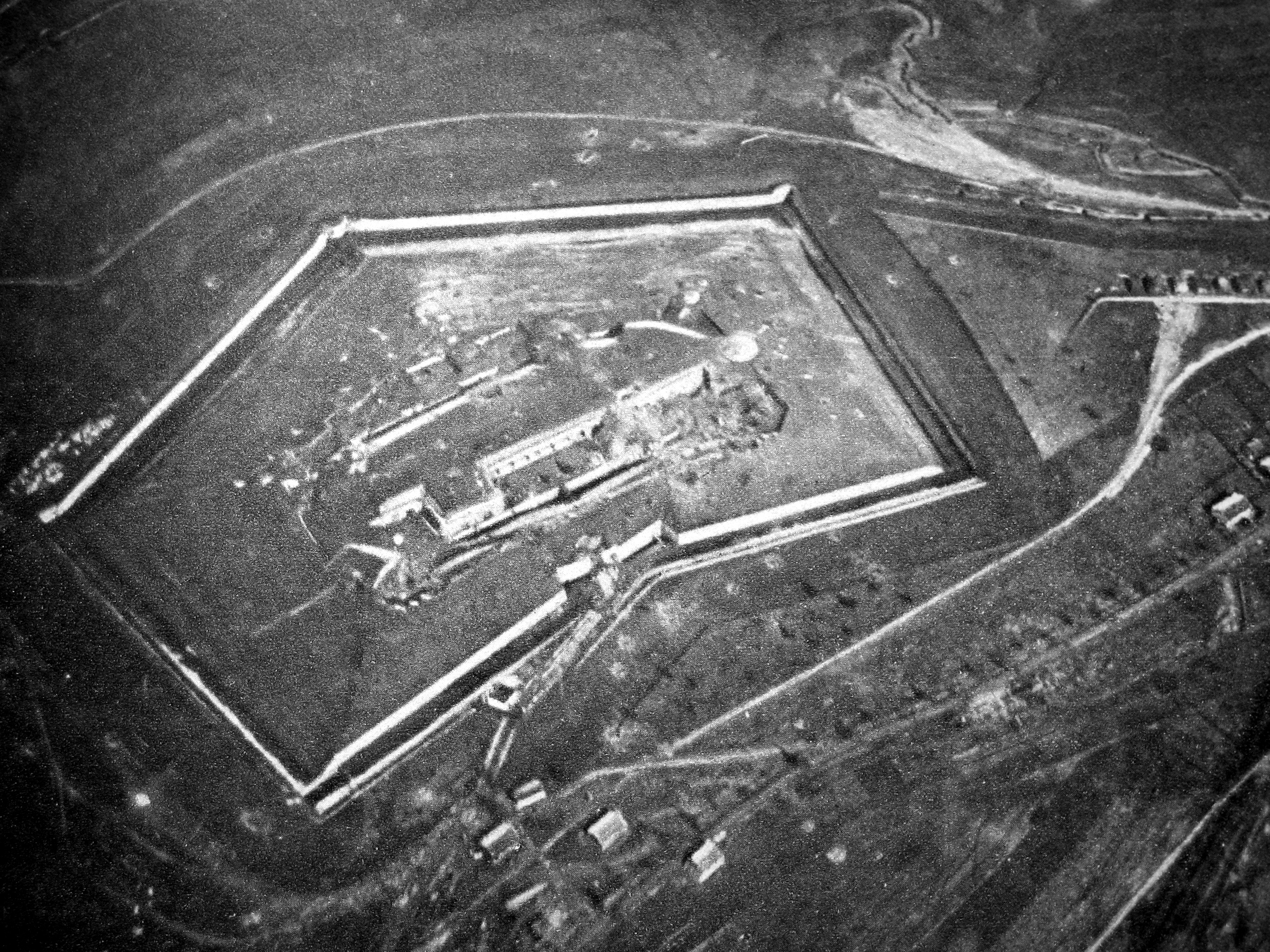
Photographie aérienne du fort de Douaumont en 1916 (place forte de Verdun), montrant sa forme polygonale caractéristique.
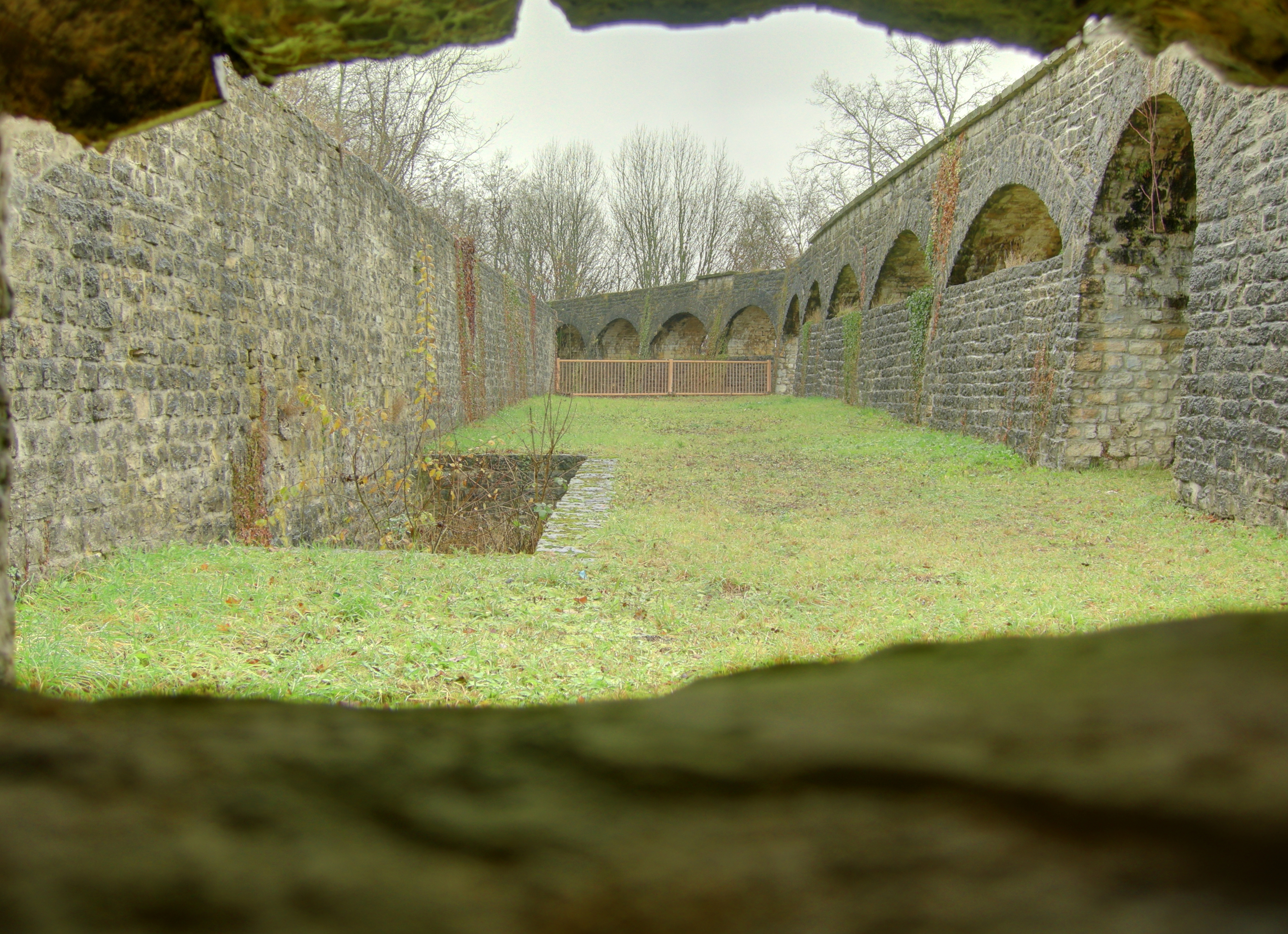
Fossé vu depuis la caponnière double du fort Lachaux (place forte de Belfort).
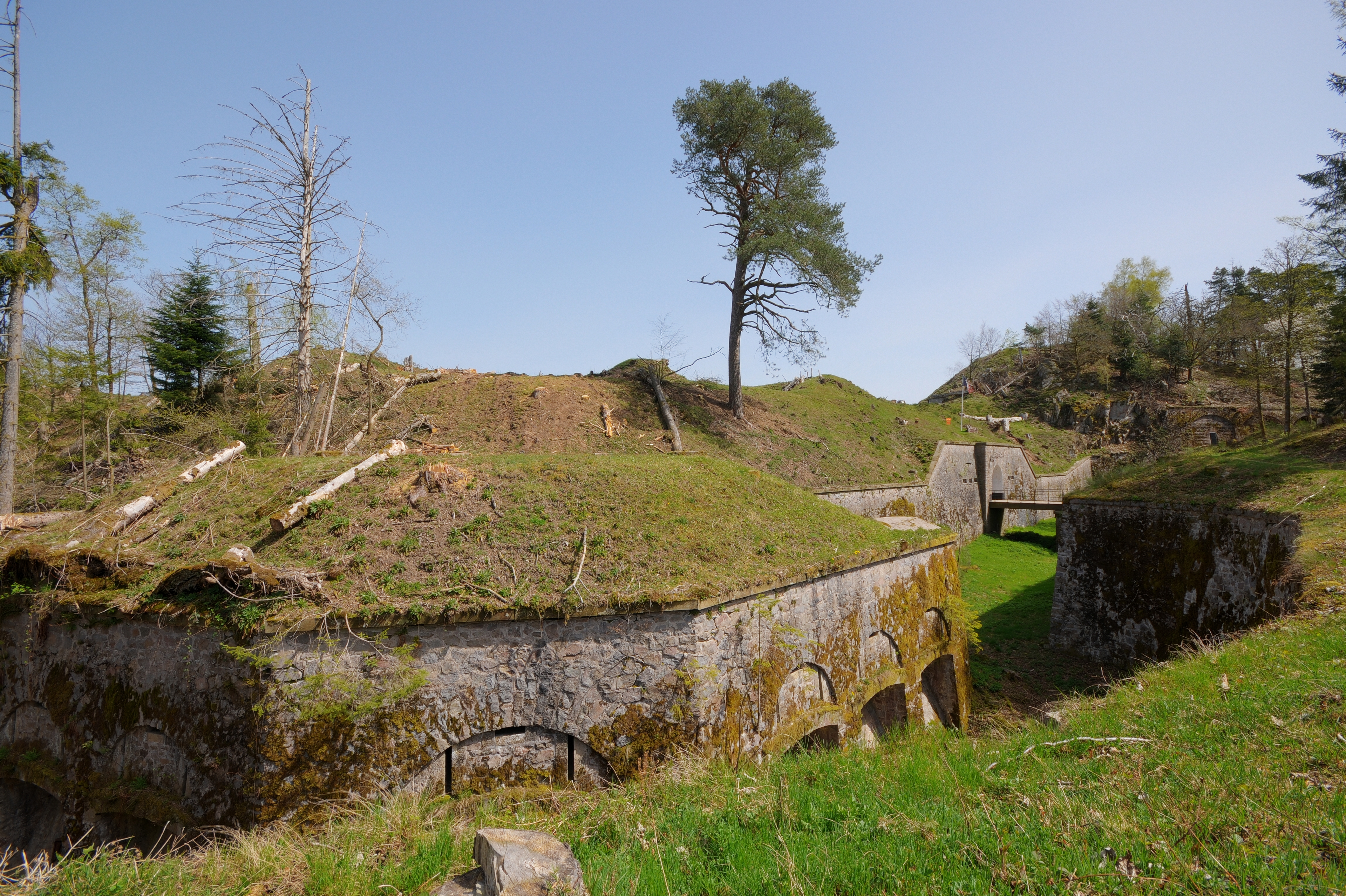
Vue du dessus de la caponnière double et de l'entrée du fort du Parmont (rideau de la Haute-Moselle).
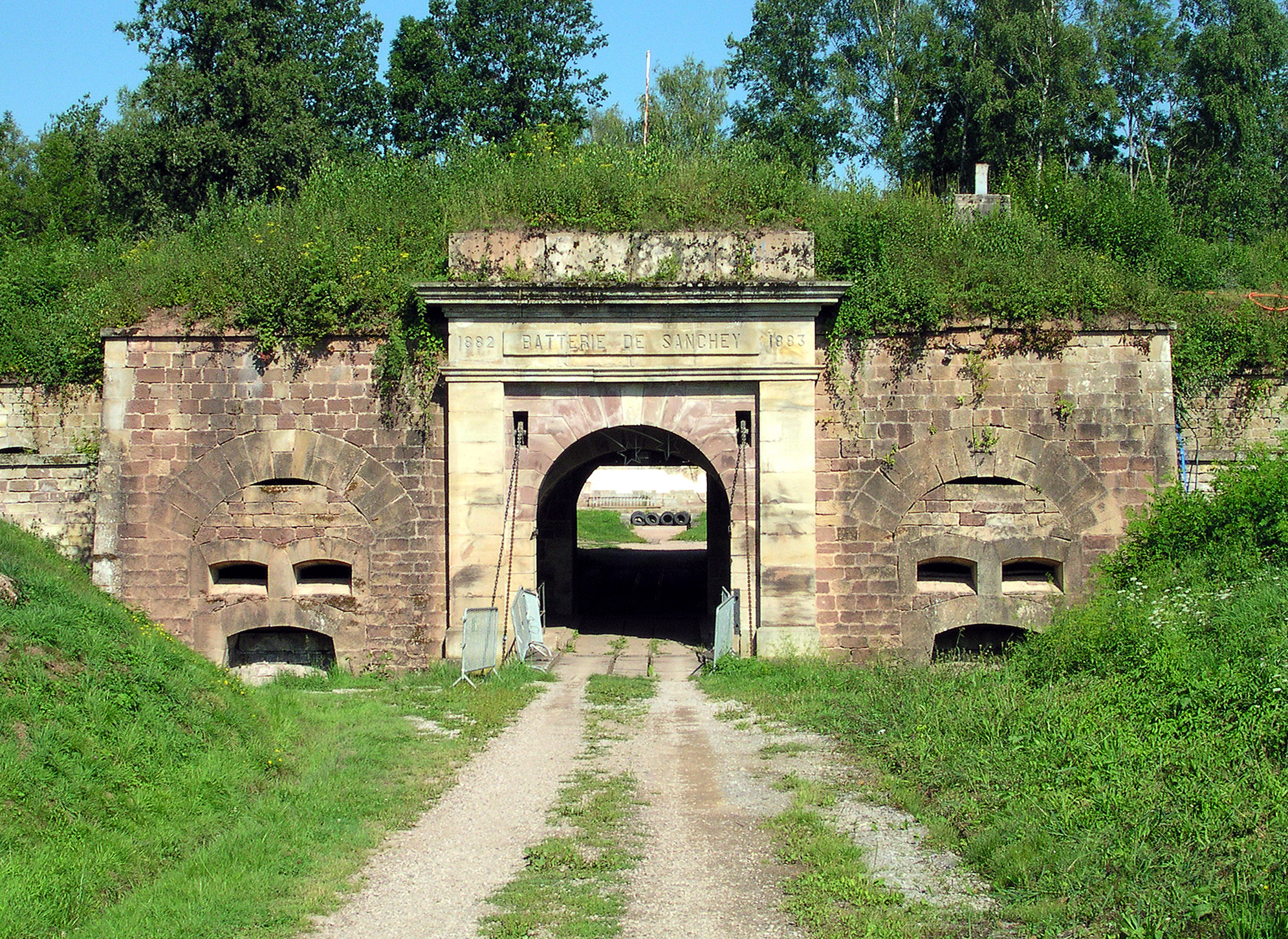
Entrée en maçonnerie, recouverte de terre, de la batterie de Sanchey (place forte d'Épinal).

- Pont-levis au fort du Mont-Vaudois (place forte de Belfort).
- Pont roulant latéral du fort du Parmont.
- Pont roulant longitudinal du fort de Feyzin (place forte de Lyon).

#### Batterie d'artillerie

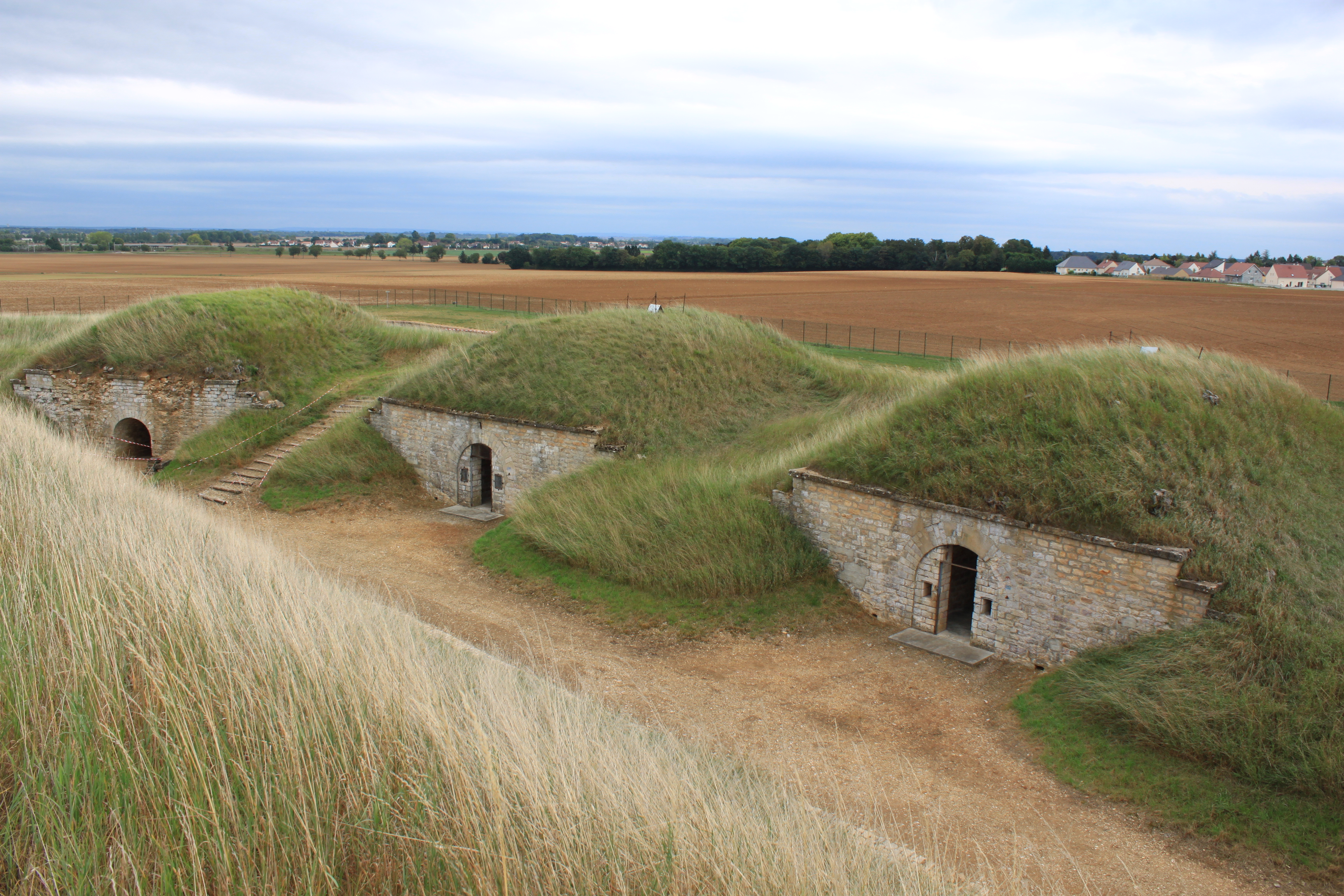
Traverse-abri du fort de Beauregard (place forte de Dijon).

L'artillerie des forts type 1874 est disposée à l'air libre sur des plateformes de tir encadrées par des traverses-abris (appelées également abri-traverse ou abri-sous-traverse). Ces traverses-abris sont des petits locaux destinés au stockage du matériel nécessaire aux pièces et pour les obus prêts à l’emploi. Les plateformes de tir peuvent se retrouver soit sur la caserne (fort à cavalier), soit le long d’un chemin parcourant tout le périmètre du fort (appelé rue du rempart), dans ce cas, certaines traverses sont « enracinées » et communiquent directement avec la caserne.
L'artillerie des tout premiers forts est celles existant antérieurement, c'est-à-dire des pièces en bronze à âme lisse ou rayée ; ces canons sont modernisés par le système Reffye, consistant à rayer le tube et à permettre le chargement par la culasse. Le principal modèle est le canon de siège et de place Reffye modèle 1874, qui est la modernisation d'un ancien canon de 16 livres (calibre 138 mm, portée 7,7 km), en service à partir de 1875 progressivement retiré à partir de 1900.
Ces canons en bronze sont lentement remplacés par des pièces neuves en acier, notamment celles du système de Bange à chargement par la culasse (un système à vis) développé en 1872. Les différents modèles sont le canon de 90 mm modèle 1880 (portée de 8,5 km), le canon de 120 mm modèle 1878 (portée de 12,4 km), le canon de 155 mm modèle 1877 (portée de 12,7 km), le mortier de 220 mm (portée de 7 km), le canon de 240 mm modèle 1884 (portée de 18 km) et le mortier de 270 mm modèle 1885 (portée de 8 km).

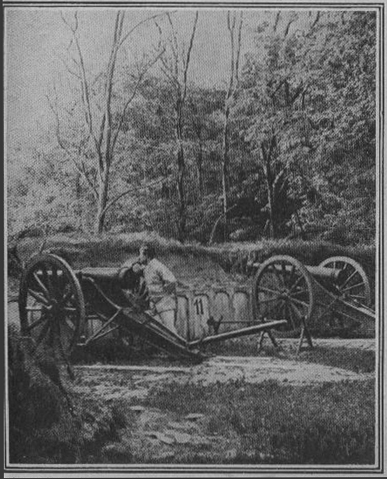
Canons de 90 mm de Bange au fort du Mont-Valérien, 1915.
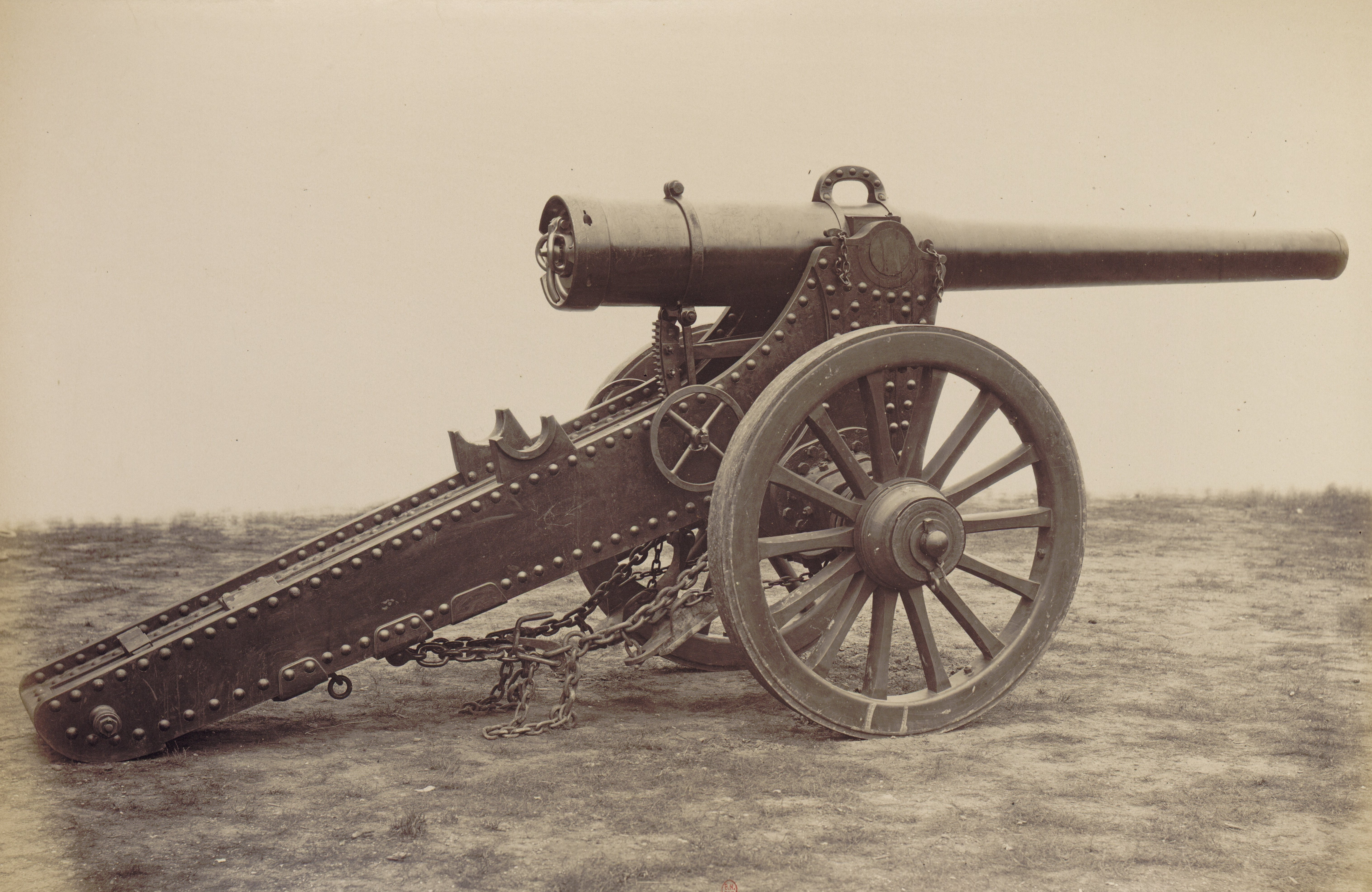
Canon de 155 mm de Bange sur affût de siège.
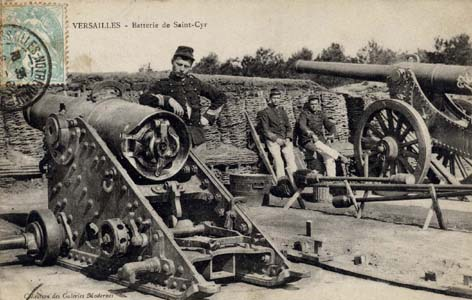
Un mortier de 220 et un canon de 120 mm au fort de Saint-Cyr, vers 1900.
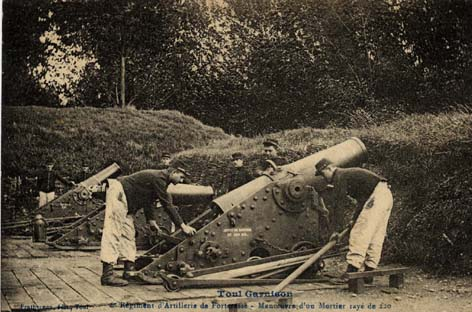
Mortier de 220 mm de Bange, vers 1890 (place forte de Toul).

#### Services divers

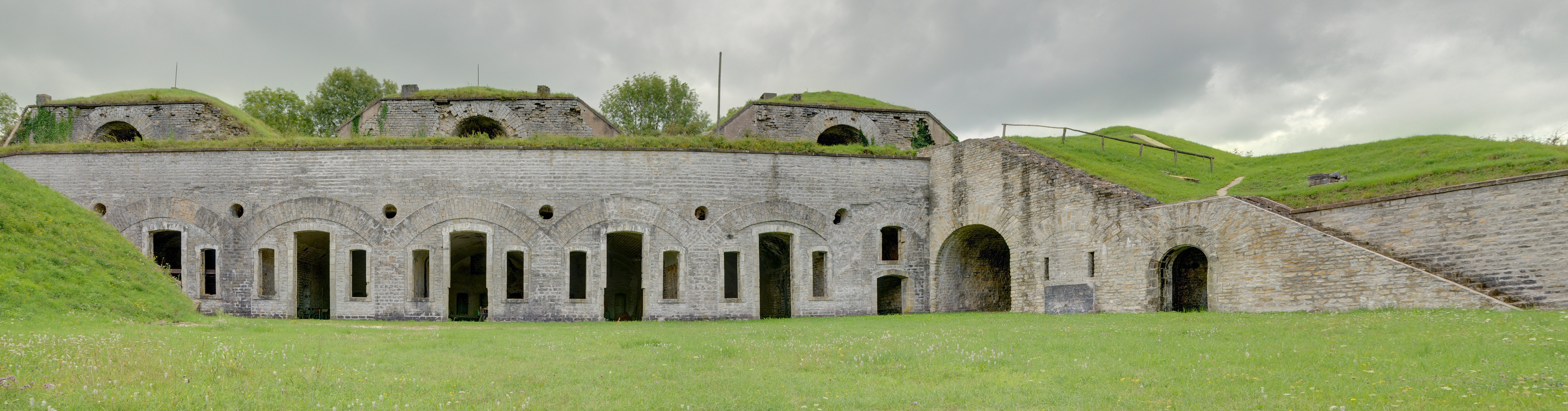
Caserne du fort des Basses-Perches (place forte de Belfort).

À l'intérieur du périmètre du fort, on retrouve une ou plusieurs casernes (parfois à plusieurs étages) dont les façades débouchent sur des cours intérieures. Dans ces casernes, semi-enterrées (seule la façade apparaît), destinées au logement de la troupe, on retrouve une cuisine, des citernes pour l'eau potable (alimentées par la récupération des eaux de pluie, des captages de sources ou par des puits) et parfois des fours à pains.
Autre lieu important d'un fort, le magasin à poudre centralise le stockage des différents explosifs et artifices du fort. Cette pièce fermée par deux portes à trois serrures différentes était construite de façon à isoler du mieux possible la poudre de l’humidité et des flammes. Recouvert d'une forte épaisseur de terre, ce magasin était éclairé par un système de lampes à pétrole isolées de la poudre par des vitres blindées de forte épaisseur et accessibles uniquement de l'extérieur du magasin à poudre.
Jusqu'en 1882, la plupart des forts communiquaient entre eux par poste optique (avec un système d'héliostat-héliographe). De grands pigeonniers militaires sont implantés dans chaque place forte dès le temps de paix.

#### Variations
On peut décrire trois types de fort différents, dont le plan et l'équipement sont adaptés à la mission : les forts d'arrêt, les forts de rideau (ou de liaison) et les forts de place (ou de ceinture). En plus de cela, on peut différencier les forts ayant été modernisés et ceux restés dans leur état d’origine. Le fort d’arrêt est par définition isolé du reste du système ; il doit donc être capable de fonctionner en autonomie totale et être capable d’assurer sa défense. Souvent de grande dimension, ce fort peut tirer dans toutes les directions. Il est destiné à protéger les trouées (de Charmes ou de Stenay notamment), barrer les voies de communications et à ralentir l'avancée des troupes ennemies, le temps nécessaire à la mise en place d'une nouvelle ligne de défense. Neuf forts de ce type ont été construits dans l'Est et deux dans le Sud-Est de la France.
Les forts de rideau et les forts de place peuvent, quant à eux, compter sur l'aide de leurs voisins et ne doivent se défendre en général que sur un seul front. C’est pourquoi leur artillerie était concentrée sur les directions occupées par leurs voisins et sur la zone qu'ils étaient censés contrôler, la face arrière étant leur point faible. Les forts de rideau sont des ouvrages alignés entrant dans la constitution de rideaux défensifs tandis que les forts de place permettent de protéger une place fortifiée.

## Évolutions après 1880

### Crise de l'obus-torpille

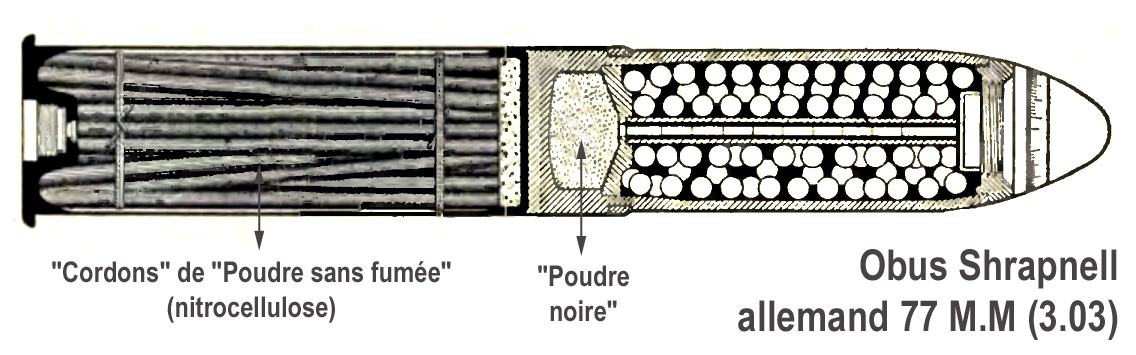
Cartouche de 77 mm allemand, la douille contenant de la nitrocellulose (explosif sous forme de corde) et l'obus des shrapnels (balles de plomb).

Dans la décennie 1880, une série d'innovation se combinent pour multiplier la puissance de l'artillerie. En 1880, un nouveau modèle d'obus équipé d'une fusée-détonateur chronométrique permet le « tir fusant » qui consiste à faire éclater le projectile au-dessus de l'objectif, criblant ce dernier d'éclats ou de shrapnels.
En 1884 le Français Paul Vieille met au point la première poudre sans fumée, à base de nitrocellulose (d'où le nom de coton-poudre ou de fulmicoton). Elle est rapidement imitée ; en 1887 Alfred Nobel crée la ballistite, améliorée par les Britanniques Frederick Abel et James Dewar sous le nom de cordite. Toutes ces préparations sont très supérieure à la poudre noire comme propulseur des munitions d'armes de tous calibres. Notamment, elles ne produisent pratiquement pas de résidus solides, alors qu'ils forment près de 60 % des produits de l'explosion de la poudre noire, ne contribuant en rien à l'effet propulsif (seuls les produits gazeux ont cet effet) et encrassant rapidement les tubes.
La poudre noire est également supplantée comme charge explosive des obus par de nouveaux explosifs, notamment la mélinite (appelée lyddite en anglais) mise au point en 1885 par Eugène Turpin.
Les nouveaux modèles d'obus permis par ces innovations rendent les fortifications existantes très vulnérables, comme démontré lors d'une expérience de tir réel sur le fort de la Malmaison (au sud de Laon) en 1886. D'une part, il devient nécessaire de protéger les artilleurs de la place-forte contre les effets du tir fusant (il leur faut donc un toit suffisamment solide pour les protéger), d'autre part les terrassements et les voûtes traditionnels s'effondrent sous l'effet des « obus-torpille » (expression due à la forme de plus en plus allongée des munitions), explosant après avoir pénétré la cible ou le sol à proximité. Cette période du milieu des années 1880 est appelée la « crise de l'obus-torpille ».

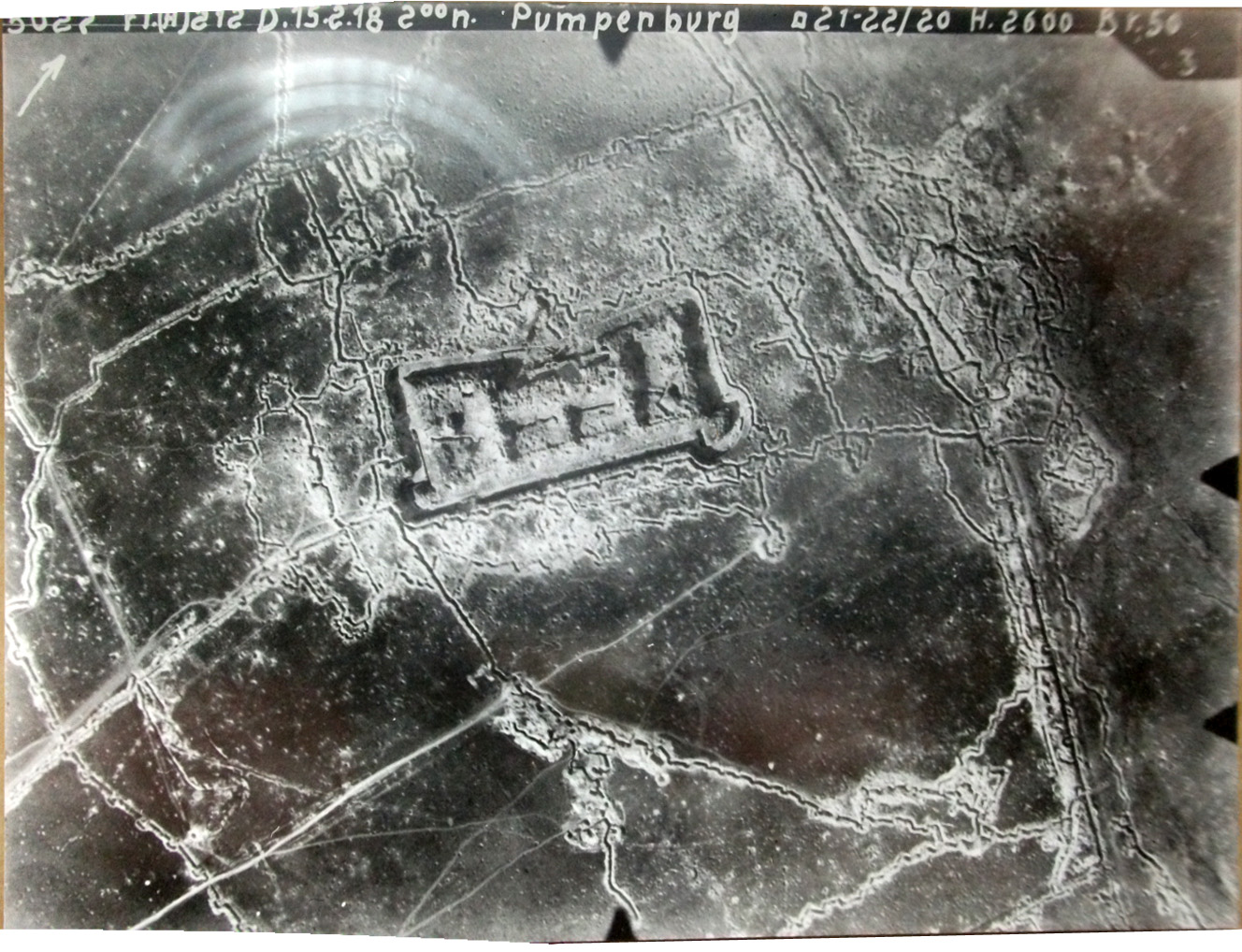
Vue aérienne du fort de la Pompelle en mai 1918 (place de Reims), montrant le plan caractéristique des forts construits après 1885.

Tous les ouvrages antérieurs sont obsolètes (même les plus récents comme le fort de Douaumont, dont la construction commence en 1884), ils sont déclassés ou, pour ceux qui conservent une position stratégique, modernisés. Les forts construits après 1885 sont nettement moins étendus que leurs prédécesseurs, avec des formes plus rectangulaires ; le béton et l'acier sont expérimentés comme solution.

### Noms Boulanger
Par le décret du 21 janvier 1887 pris par le général Boulanger, alors ministre de la Guerre, les bâtiments militaires sont rebaptisés du nom d'une « gloire » (nom d'une personnalité), si possible militaire et locale. Ainsi, les forts prennent de nouveaux noms, surnommés les « noms Boulanger », qui sont inscrits sur le fronton au-dessus des entrées.
Mais dès le 13 octobre 1887, le général Théophile Ferron, successeur de Boulanger au ministère, abroge ce décret et les forts reprirent officiellement leur nom d'origine, tout en conservant l'autre nom gravé.

### Béton et cuirassements

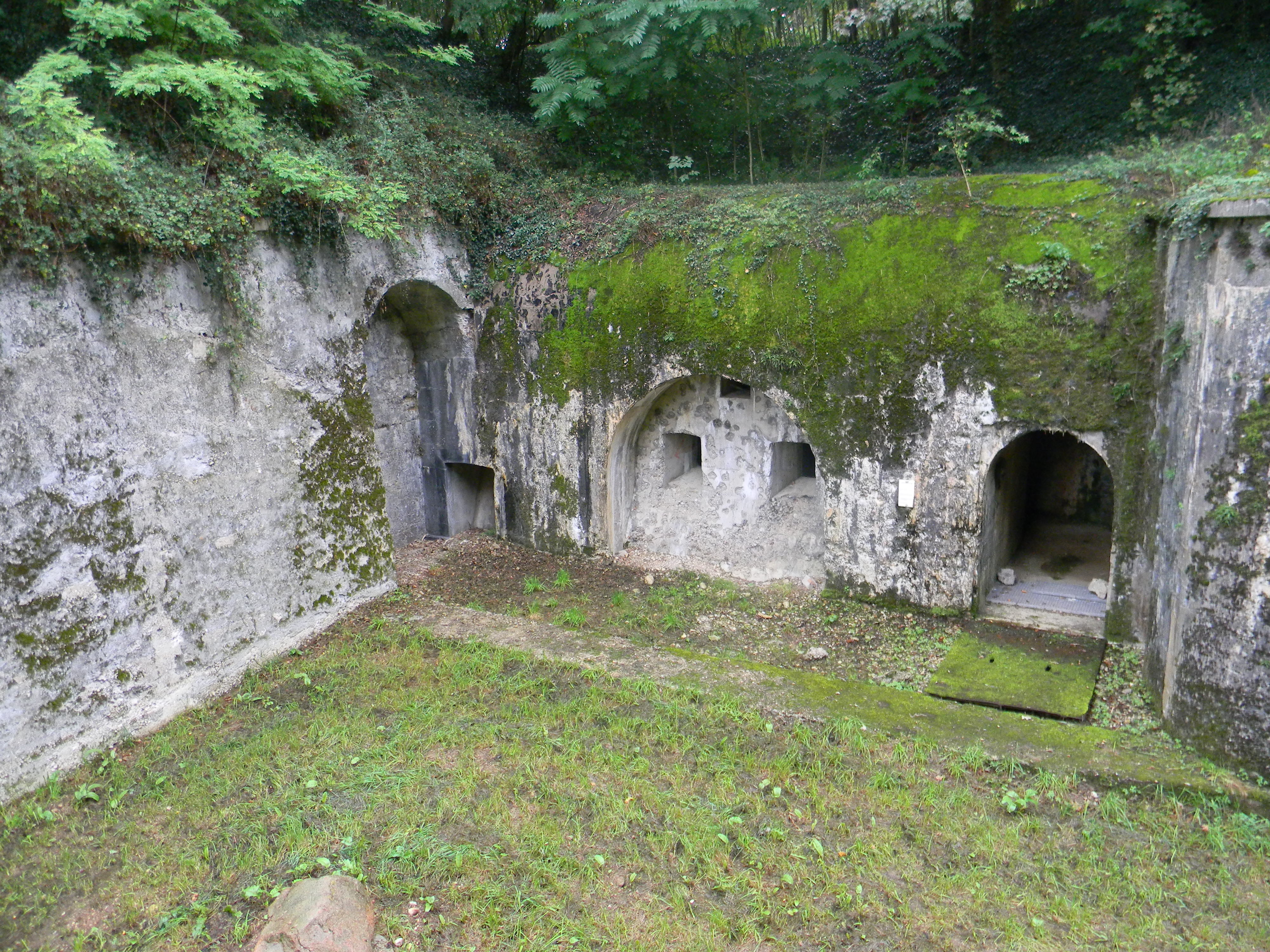
Coffre de contrescarpe en béton du fort de Saint-Priest (place forte de Lyon).

Une solution est rapidement trouvée grâce à la découverte quelques années auparavant du béton spécial qui permet d’offrir suffisamment de résistance aux nouveaux explosifs. En plus du béton spécial, en 1885, le béton armé est découvert et permet aux fortifications françaises de rester d'actualité, à condition de les moderniser. On commence donc à ajouter sur certains forts une carapace de béton pour protéger les organes essentiels, enterrant un peu plus les forts. Dans certains de ces forts modernisés, on peut observer une bande rouge parcourant certains murs : cela servait à signaler aux occupants du fort que le lieu marqué comme tel était protégé contre l'impact des nouveaux obus créés après la crise de l'obus-torpille.
Ainsi les casernes maçonnées reçoivent une carapace de béton supplémentaire pour les mettre à l'abri des nouveaux moyens de destruction. Dans certains cas, on reconstruit de nouvelles casernes entièrement en béton tout en conservant les anciennes en maçonnerie. Les magasins à poudre avaient montré leur fragilité et leurs points faibles durant les essais effectués, entre autres, au fort de la Malmaison : on décida donc de supprimer ces magasins en répartissant au mieux le stock de poudre dans tout le fort et surtout en créant de nouveaux magasins profondément enfouis pour les mettre à l'abri des obus les plus destructeurs. On creuse ainsi de nouveaux magasins à poudre appelés magasins sous roc ou magasins caverne. On peut également noter l'apparition, dans tous les forts de grande importance qui sont modernisés, d'une centrale de production d’électricité.
Les caponnières jugées trop fragiles sont également supprimées au profit de coffres de contre-escarpe. Moins saillants que les caponnières, ces coffres sont « encastrés » dans le mur de contre-escarpe et le plus souvent reliés au fort via une gaine souterraine passant sous le fossé. Dans certains forts, on crée même de nouvelles entrées mieux protégées des tirs et situées au fond des fossés du fort (appelées aussi entrées de guerre). Restait le problème des protections de l'artillerie.

#### Cuirassements en fonte

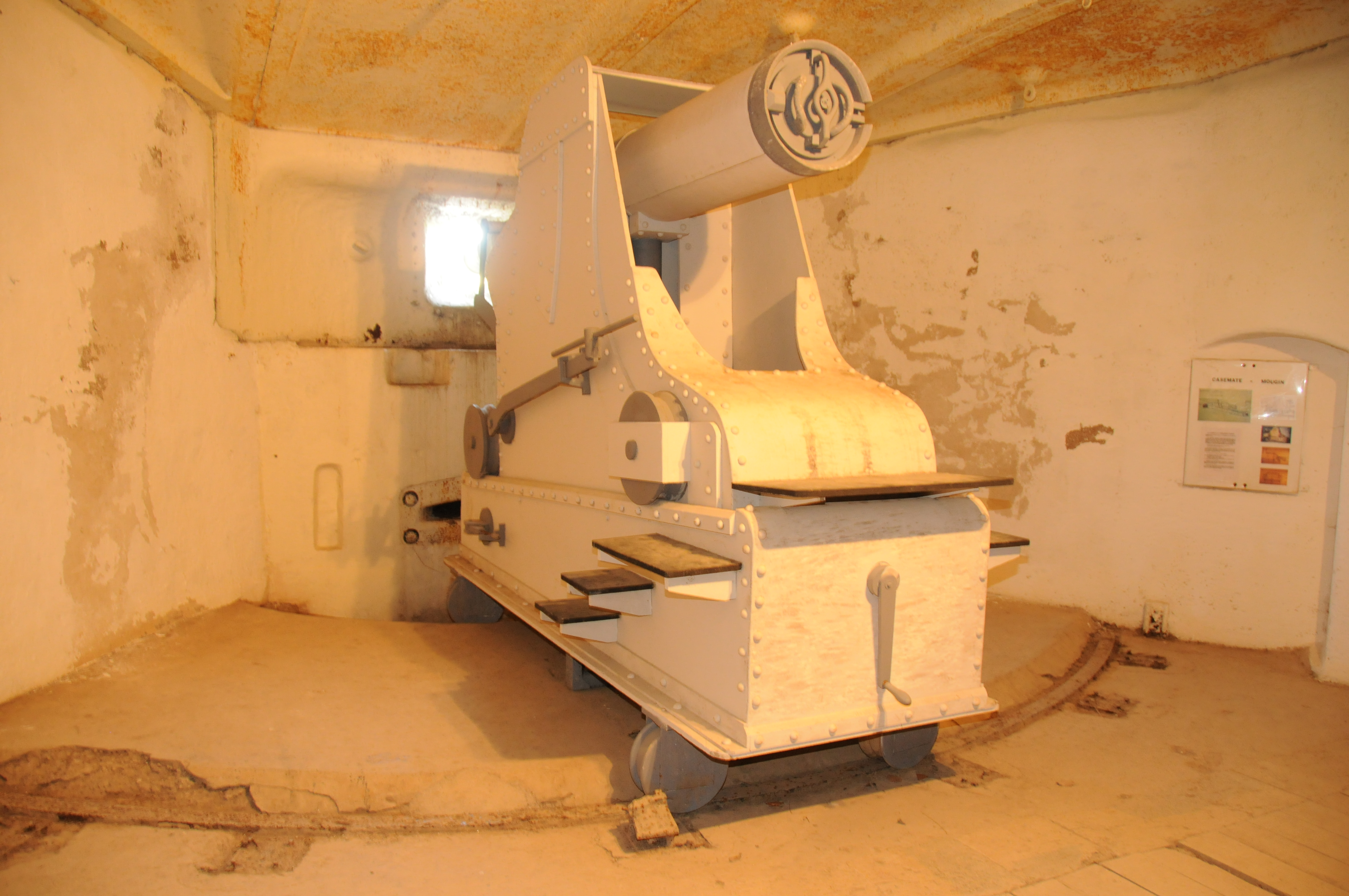
Casemate Mougin avec une maquette du canon au fort du Mont-Bart (place forte de Belfort).

Les progrès que fait l’industrie en matière de sidérurgie aident grandement les ingénieurs attachés aux problèmes des cuirassements. Ainsi en 1875, avec entre autres, les travaux du commandant Mougin, les cuirassements prennent forme.

##### Casemate Mougin
Les premiers à être installés sont les casemates en acier laminé (système Mougin). Construites au nombre de quatre dans trois des forts du rideau de la Haute-Moselle, elles sont prévues pour recevoir un canon de 138 mm Reffye et blindées contre le canon de campagne.
Le fer laminé se révélant un peu faible contre les nouveaux types d’armement et notamment les armes de siège, le commandant Mougin propose une évolution de sa casemate en fer laminé. Cette fois, elle est en fonte dure et prévue pour résister au canon de siège. Dix exemplaires de cette casemate sont installés et équipés avec un canon de 155 mm long modèle 1877.

##### Tourelle Mougin
Mougin propose également une tourelle tournante en fonte dure pour deux canons de 155 mm long modèle 1877. Ce cuirassement fort novateur pour l’époque est construit à 25 exemplaires. Malheureusement, la fonte dure montre ses limites avec la crise de l’obus-torpille : ces cuirassements sont trop faibles pour protéger efficacement les pièces et les artilleurs des nouvelles menaces (la fonte casse quand elle est percutée par des obus de gros calibre). On tenta de moderniser certaines de ces tourelles mais la plupart restèrent dans leur état d'origine bien que complètement dépassées. On abandonna la fonte dure en 1882.

#### Apparition de l'acier

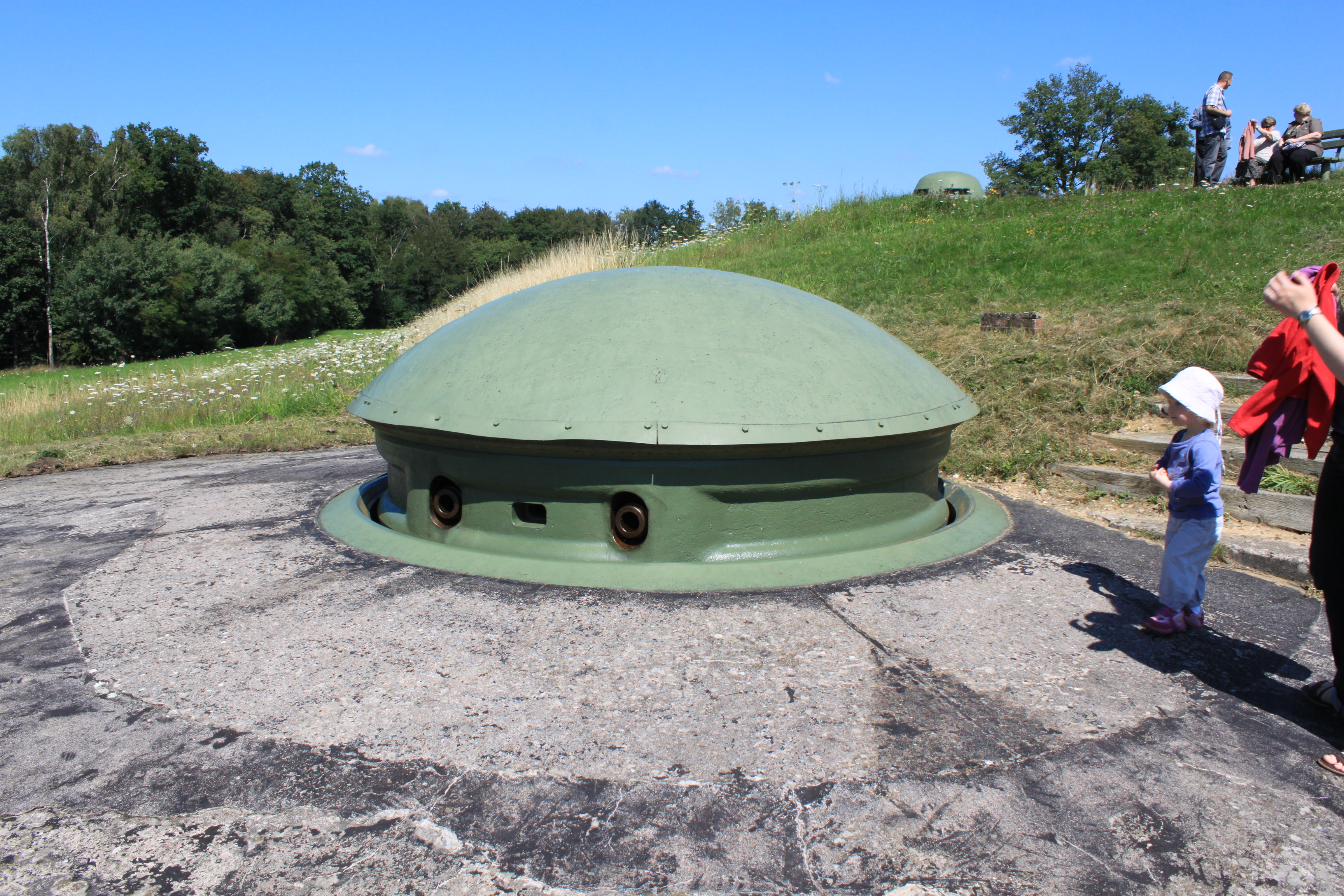
La tourelle pour deux canons de 75 mm du fort d'Uxegney (place forte d'Épinal).

À partir de 1885, on commence sérieusement à reprendre le problème du cuirassement. Au cours de cette reprise, divers prototypes de cuirassement (essentiellement des tourelles) voient le jour et sont testés très durement pour trouver un successeur à la tourelle Mougin en fonte dure. L’acier spécial (mis au point dans ces années là par Schneider et Cie) est, cette fois-ci, largement employé. Parmi tous les prototypes proposés, on peut noter la tourelle tournante pour deux canons de 155 mm long du commandant Mougin (une évolution de sa précédente tourelle) et une tourelle à éclipse du lieutenant-colonel Bussière pour deux tubes de 155 mm long. La différence fondamentale dans ces deux tourelles réside dans le principe de protection des embrasures des cuirassements. Pour les tourelles tournantes de Mougin, seule la rotation permanente de la tourelle permet de protéger ses embrasures. Dans le cas des tourelles à éclipse, la tourelle s’efface pour ne laisser à la surface du fort que sa calotte fortement blindée. Ce système montre sa supériorité lors des essais menés au camp de Châlons entre 1887 et 1888.

##### Tourelle Galopin
Mais la tourelle qui est finalement retenue est la tourelle modèle 1890 pour deux 155 mm long conçue par le capitaine Galopin. Cette tourelle, techniquement très complexe, se montra d’une redoutable efficacité. On en installa seulement cinq en raison du coût de fabrication très élevé.
Cependant, les prototypes des tourelles développés pour les différents essais furent conservés et installés dans différents forts du système Séré de Rivières.
En raison du coût de la tourelle Galopin bi-tube, Galopin développa une version plus petite et, surtout, moins chère de sa tourelle. Elle est adoptée en 1907, sous le nom de tourelle Galopin de 155 mm R modèle 1907, avec un seul canon de 155 mm raccourci. Il était prévu d’en installer vingt-deux mais, en 1914, seuls douze exemplaires étaient prêts au combat, notamment au fort de Douaumont. Efficace, cette tourelle à éclipse de 37 tonnes (qui monte pour tirer et redescend aussitôt) se révéla le meilleur cuirassement de son époque, mais de sérieux problèmes de ventilation alliés au bruit à l'intérieur (la résonance était infernale), en freinaient considérablement la cadence de tir.

##### Cuirassements légers

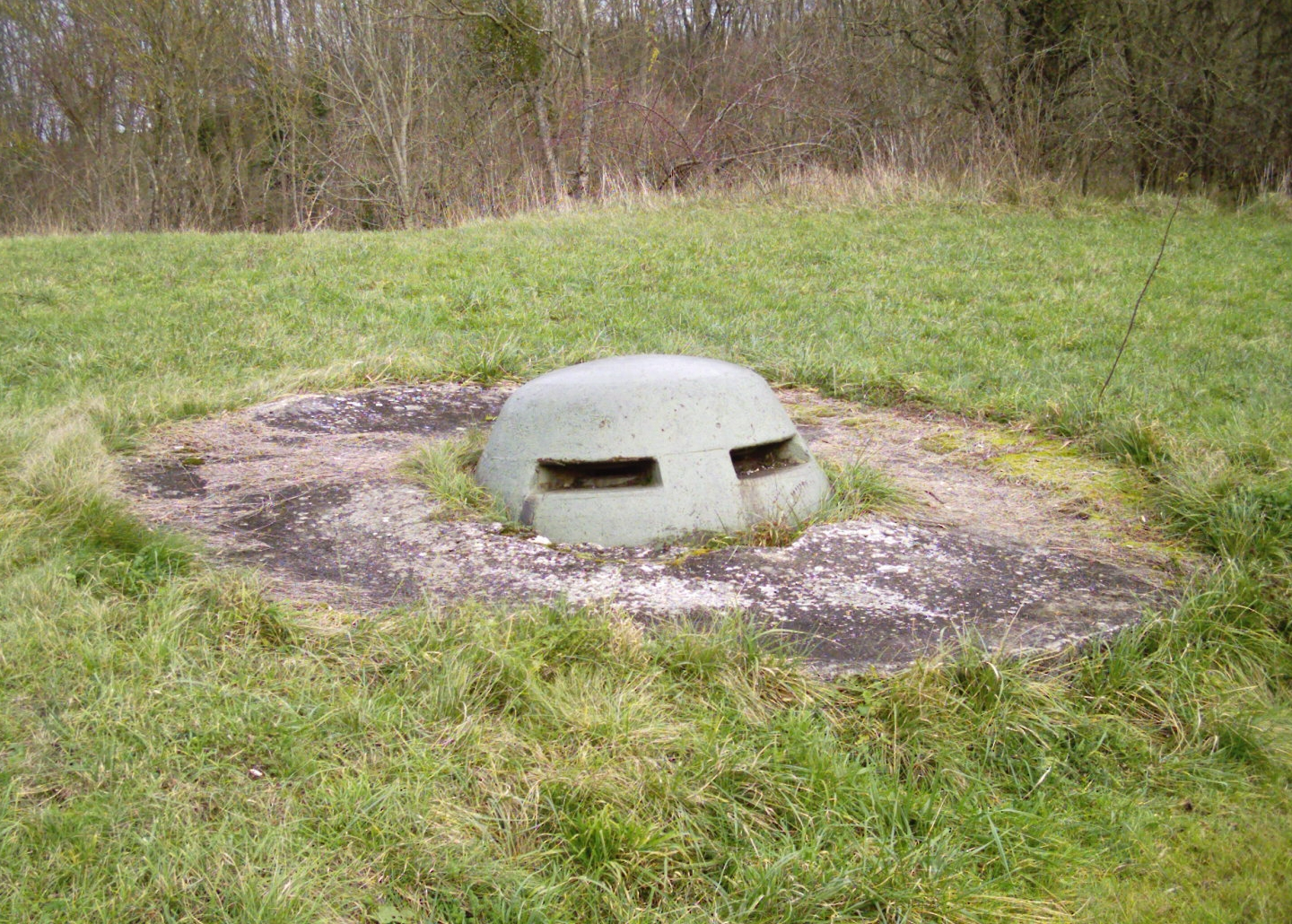
Observatoire de commandement de la batterie cuirassée à proximité du réduit du fort de Villey-le-Sec (place forte de Toul).

À côté des cuirassements que l’on peut considérer comme lourds, on peut également trouver toute une série de cuirassements plus légers destinés à l’observation ou la protection d’armes d’infanterie ou plus lourdes. En effet, il est décidé de mettre à l’abri aussi bien les observateurs que les moyens de défense rapprochée des forts et de flanquement. Parmi tous ces cuirassements, on retrouve toute une série de guérites et de cloches blindées d’observation ainsi que des projecteurs à éclipse sous tourelle.
Pour les armes d’infanterie, on peut citer la tourelle à éclipse de 57 mm conçue en 1890 par le lieutenant-colonel Bussière et équipée de deux canons de 57 mm. Seuls quatre exemplaires sont construits et installés : deux au fort de Manonviller, une à l’ouvrage de Bouvron et la dernière à l’ouvrage Est du Vieux-Canton près de Toul. Cette dernière est d’ailleurs transformée pour recevoir deux canons de 75 mm.
La tourelle de mitrailleuses modèle 1899 est initialement prévue pour recevoir une mitrailleuse Gatling à sept canons rotatifs, remplacée par deux mitrailleuses Hotchkiss. Cent-un exemplaires de cette petite tourelle sont installés. Le prototype de tourelle Gatling termina au fort de Manonviller.
La tourelle de 75 mm R modèle 1905, équipée du célèbre canon de 75 mm en version raccourcie, est construite à 73 exemplaires dont seulement 55 sont installés en 1914 ; elle continue sa carrière au sein de la ligne Maginot.
On peut également citer les casemates Pamard, du nom de leur inventeur. Ce sont de petits cuirassements fixes pouvant recevoir une ou deux mitrailleuses. Ces casemates sont installées en 1916 et 1917 principalement dans les forts de Verdun.

#### Casemate de Bourges

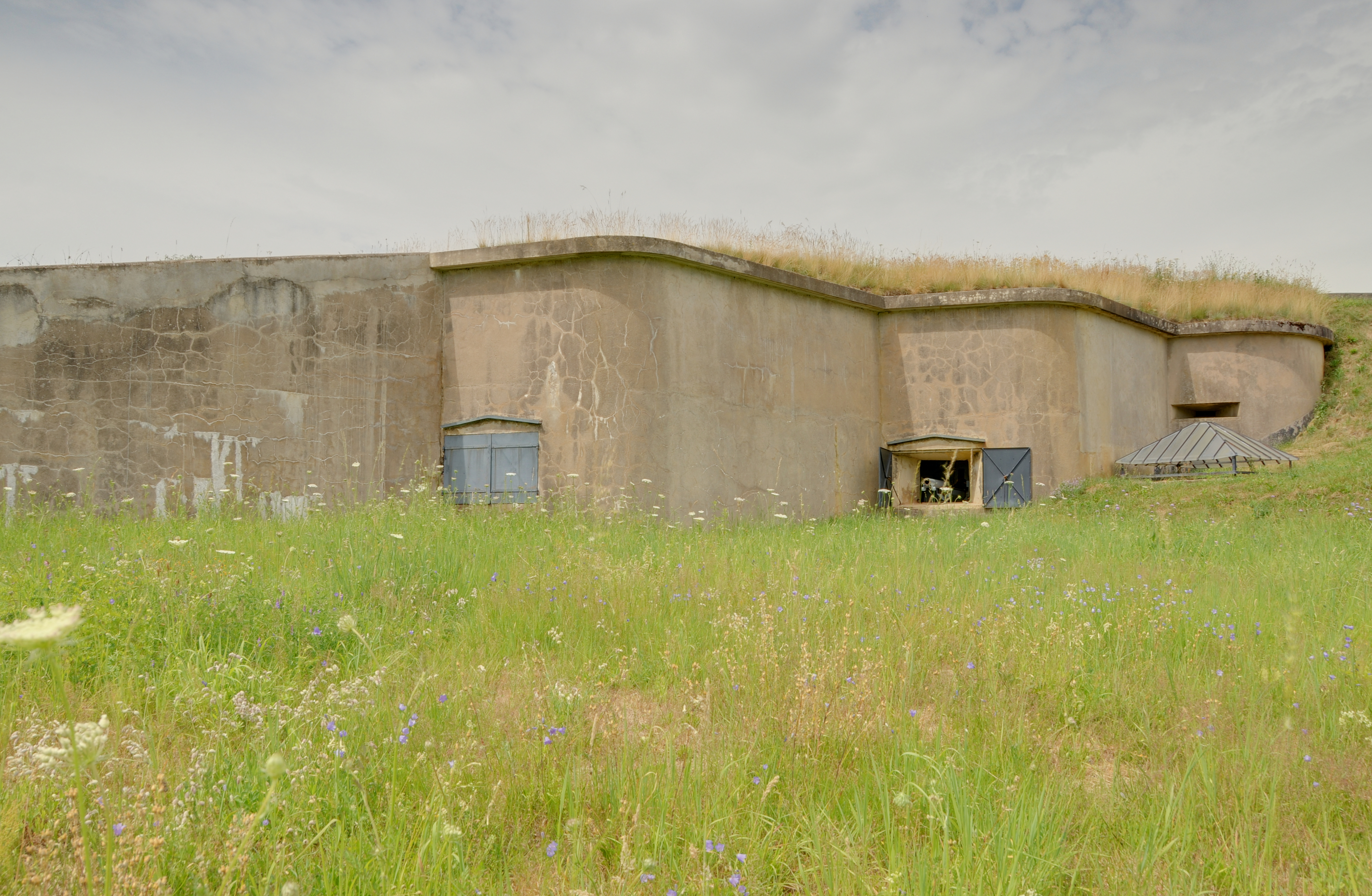
La casemate de Bourges du fort d'Uxegney.

Dès les premiers travaux, on essaya d’installer des pièces d’artillerie (essentiellement des mortiers) sous des casemates maçonnées. Malheureusement, dans beaucoup de cas, la maçonnerie ne résista pas au souffle des tirs et l’idée est abandonnée jusqu'à l’apparition des « casemates de Bourges ».
Ces casemates bétonnées doivent leur nom au lieu d'invention : inventées par le commandant du génie Laurent, en 1895, et testées puis adoptées au polygone de Bourges en 1899, elles contiennent deux canons de 75 mm tirant en flanquement. Ces casemates bétonnées, toutes construites sur un plan similaire, ont pour mission de battre les intervalles entre les différents forts. Elles sont souvent préférées aux tourelles de 75 mm modèle 1905 car d’un coût largement inférieur.

### Dispersion et enfouissement
Une des solutions retenues face aux nouveaux progrès de l'artillerie au tout début du XXe siècle est la dispersion des organes de combat sur une vaste surface. Les grands forts concentrés, véritables « nids à obus », sont remplacés par une multitude de petites batteries et d'abris, organisés autour d'un réduit central (parfois un ancien fort plus ou moins modernisé).
À la suite des combats de la bataille de Verdun, les forts servent à protéger les troupes françaises comme allemandes. Craignant pour la résistance du béton, celles-ci creusèrent encore plus profondément des réseaux de galeries sous les forts pour relier les différents organes mais également pour s'en servir comme casernement. Les entrées sont aménagées en chicane, les fossés et dessus défendus par des mitrailleuses.
Le génie profite de ces travaux pour créer de nouveaux accès aux forts, plus en arrière et moins exposés (au tir d'artillerie mais aussi aux gaz de combat), ainsi que pour ajouter des blocs de combats avec des blindages légers (casemates Pamard) pour mitrailleuses, ou des casemates d'artillerie (notamment pour canon de 155 mm R). Ces travaux appelés « travaux de 17 » (car réalisés pour la plupart en 1917), préfigurent en fait l’amorce de l’évolution des fortifications vers le tout souterrain que l’on retrouve en 1930 avec la ligne Maginot.

Galeries et casernement de 17 au fort de Roppe
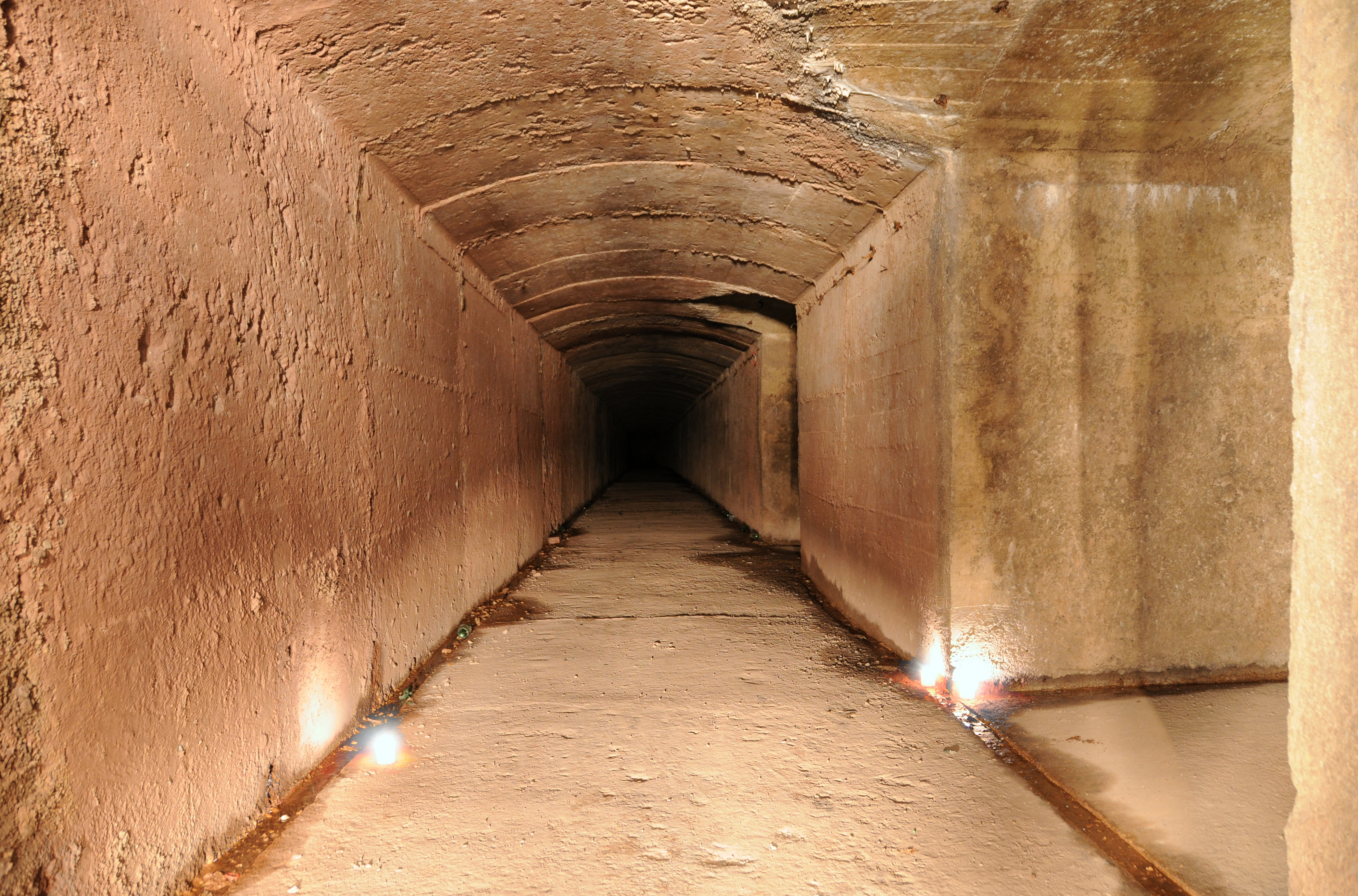
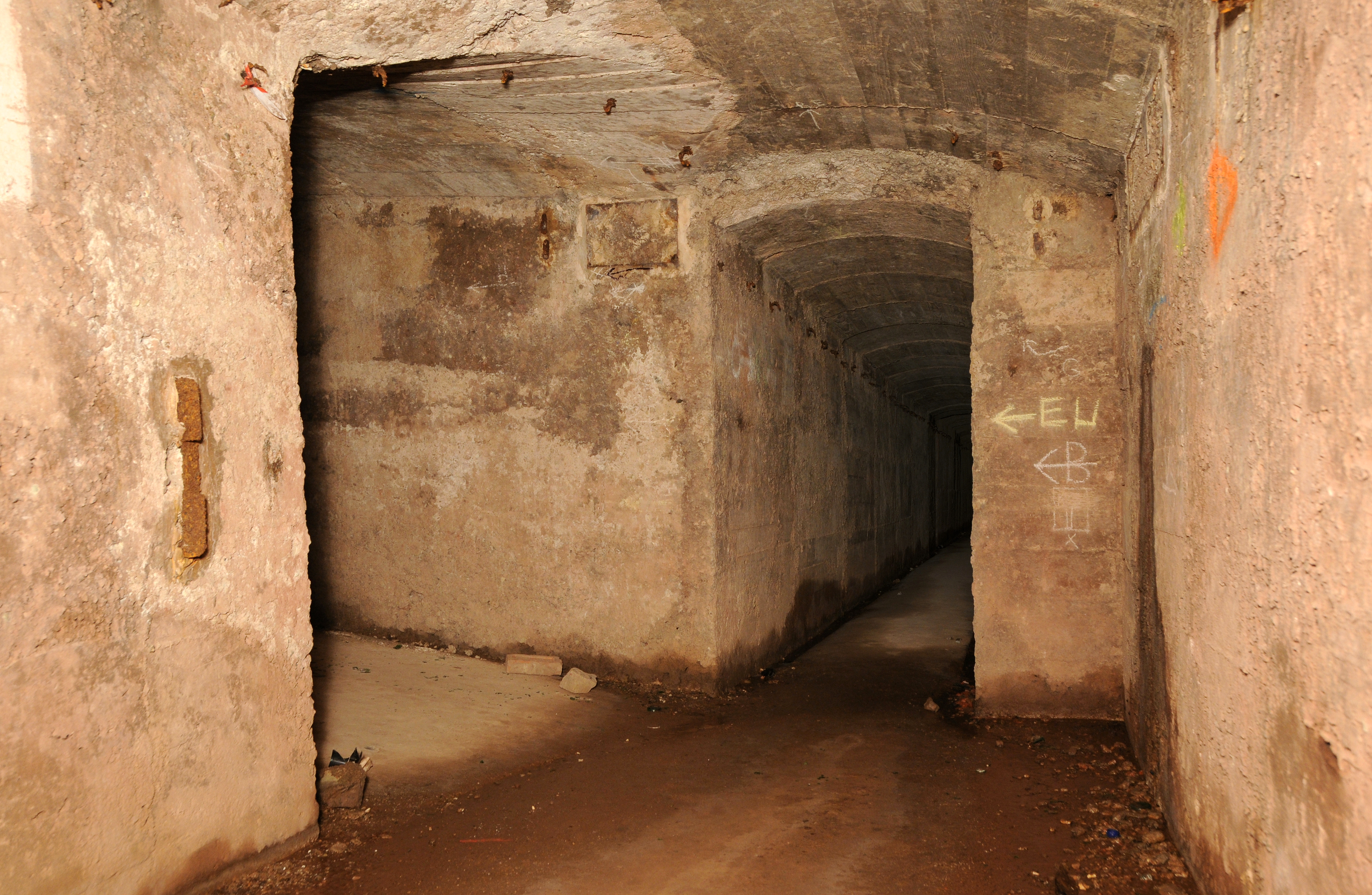
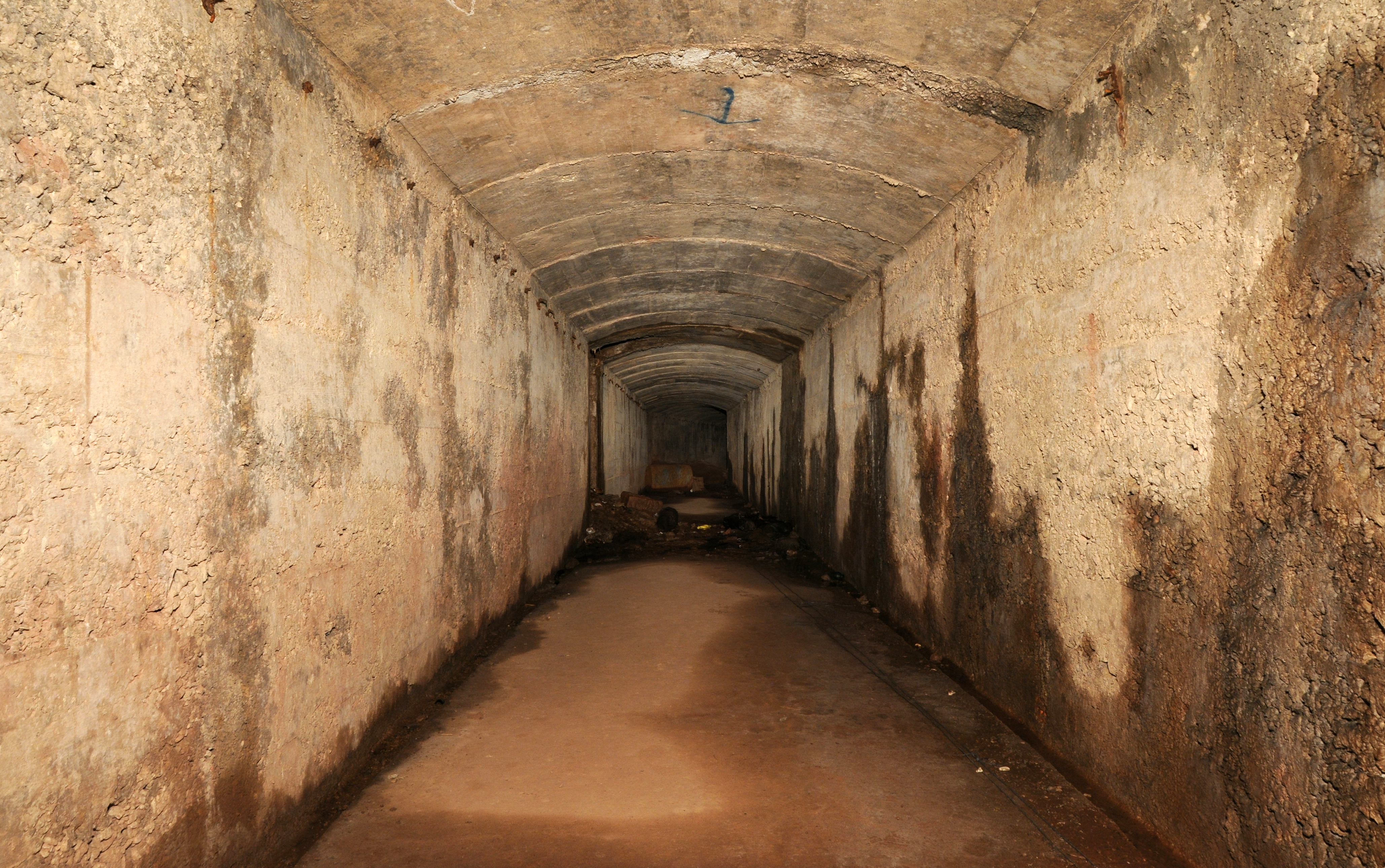
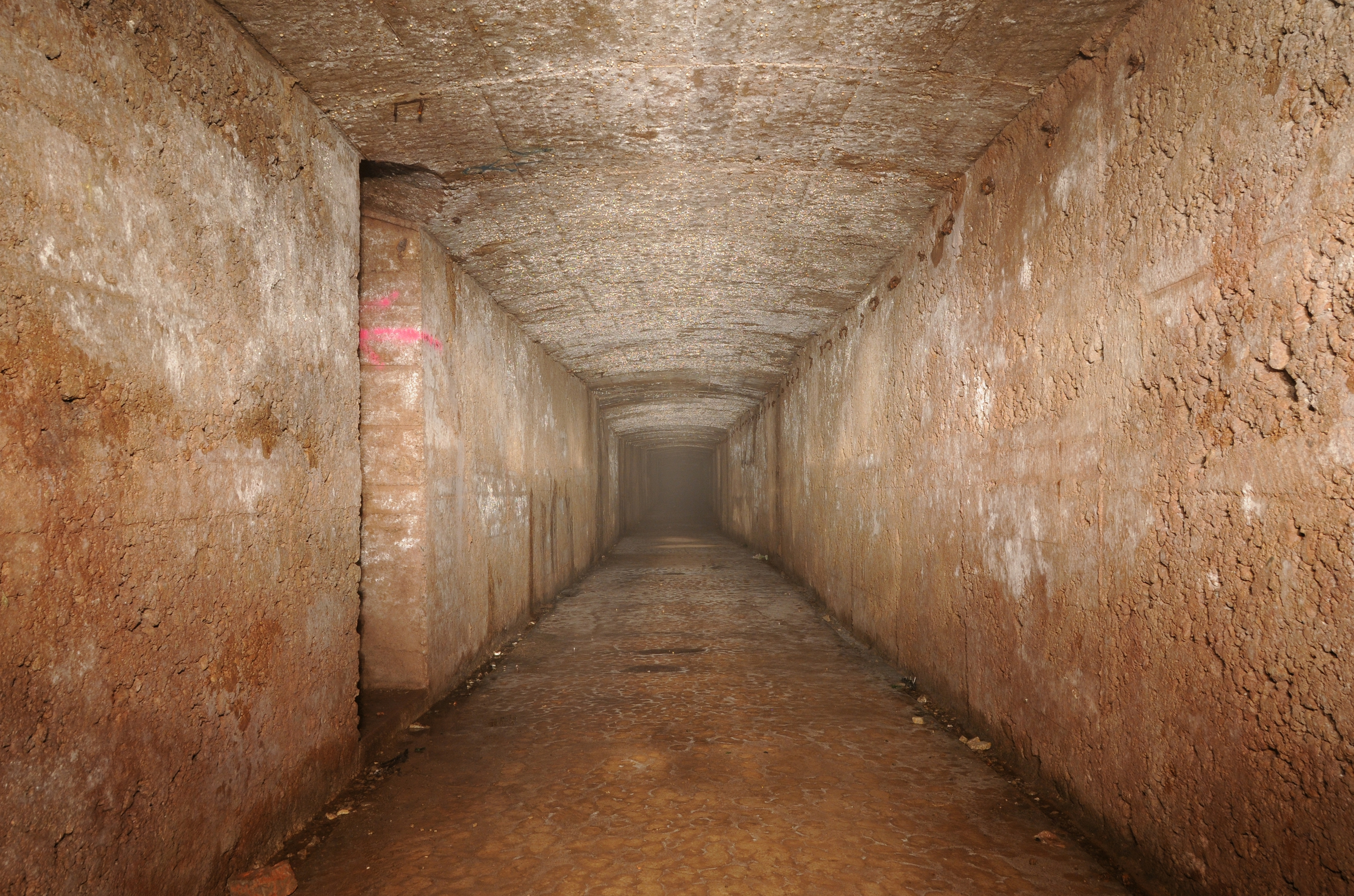

## Système défensif en 1914
| \| Brest Cherbourg Paris Lille Maubeuge Verdun Toul Épinal Belfort Besançon Langres Dijon Lyon Albertville Grenoble Briançon Nice Toulon \| Les principales places fortifiées françaises entre 1874 et 1918. |
| Brest Cherbourg Paris Lille Maubeuge Verdun Toul Épinal Belfort Besançon Langres Dijon Lyon Albertville Grenoble Briançon Nice Toulon                                                                        |

L'état des fortifications françaises juste avant la déclaration de guerre de 1914 est assez différent de ce que Séré de Rivières avait proposé dans son programme de 1874 : des places fortes entières n'ont pas été construites, un grand nombre d'ouvrages non prévus à l'origine ont été élevés tandis que les travaux de modernisation ont transformé une partie des forts.
Plusieurs termes sont utilisés pour désigner les fortifications de cette période. Pour celles qui sont permanentes, c'est-à-dire construite en temps de paix, il y a des différences chronologiques mais aussi d'échelle et de fonction entre les forts (les plus grands et souvent les plus anciens, équipés de pièces d'artillerie longue portée), les ouvrages (théoriquement d'infanterie, plus petits et tardif), les redoutes (d'infanterie, terme plus ancien), les réduits (petit), les batteries (d'artillerie, de petites dimensions), les abris (d'infanterie, de petite taille) et les magasins enterrés (servant uniquement au stockage). Les terrassements de la période de guerre y rajoutent d'autres ouvrages et abris, ainsi que des tranchées et des réseaux de fils de fer barbelés.
Au total, 212 forts, 18 redoutes et 156 ouvrages ont été construits de 1870 à 1914, sans compter plusieurs centaines de batteries. Uniquement sur la période 1870-1885, c'est 196 forts, 16 redoutes et 42 ouvrages qui sont dus à Séré de Rivières.

### Première ligne

#### Frontière belge
Le débouché en France de la plaine belge est barré par deux places fortifiées, celles de Lille (vingt forts et ouvrages) et de Maubeuge (douze forts et ouvrages) avec un rideau de trois forts entre les deux (les forts de Maulde et de Flines en aval de Condé-sur-l'Escaut et le fort de Curgies au sud-est de Valenciennes). Les places de Condé, de Valenciennes, du Quesnoy et d'Avesnes sont déclassées.
Le massif des Ardennes sépare deux axes allant de l'est vers Paris : les trouées de l'Oise au nord et de Stenay au sud, dont les nœuds ferroviaires sont contrôlées par les forts d'arrêt d'Hirson, de Charlemont (en amont de Givet) et des Ayvelles (au sud de Charleville-Mézières). Les places de Givet, Rocroi, Mézières et Sedan sont déclassées, mais pas celles de Montmédy et de Longwy (ces deux dernières sont légèrement modernisées).

#### Frontière allemande
La frontière franco-allemande de 1914 est contrôlée par la portion la plus solide du système défensif, avec quatre puissantes places fortes reliées deux par deux par de solides rideaux défensifs et séparées par la trouée de Charmes.
Au nord, les deux places de Verdun (45 forts et ouvrages) et de Toul (38 forts et ouvrages) sont reliées par le rideau des Hauts de Meuse, profitant de la cuesta du même nom. Le rideau est composé de huit ouvrages : forts de Génicourt, de Troyon, des Paroches, du Camp-des-Romains (au sud de Saint-Mihiel) et de Liouville, batterie de Saint-Agnant, forts de Gironville et de Jouy-sous-les-Côtes.
La trouée de Charmes, entre les places de Toul et d'Épinal, est un appât évident, proposant une route directe des territoires allemands vers Paris. Les nœuds ferroviaires y sont contrôlés par cinq forts d'arrêt : de Manonviller (à l'est de Lunéville), de Frouard (au nord de Nancy), de Pont-Saint-Vincent (au sud de Neuves-Maisons), de Pagny (au sud-ouest de Toul) et de Bourlémont (à l'ouest de Neufchâteau).
Au sud, les deux places d'Épinal (17 forts) et de Belfort (46 forts et ouvrages) sont reliées par le rideau de la Haute Moselle, s'appuyant sur les monts Faucilles. Le rideau est composé de six forts : d'Arches, du Parmont, de Rupt, de Château-Lambert, du Ballon-de-Servance et de Giromagny.

Cartes françaises et allemandes
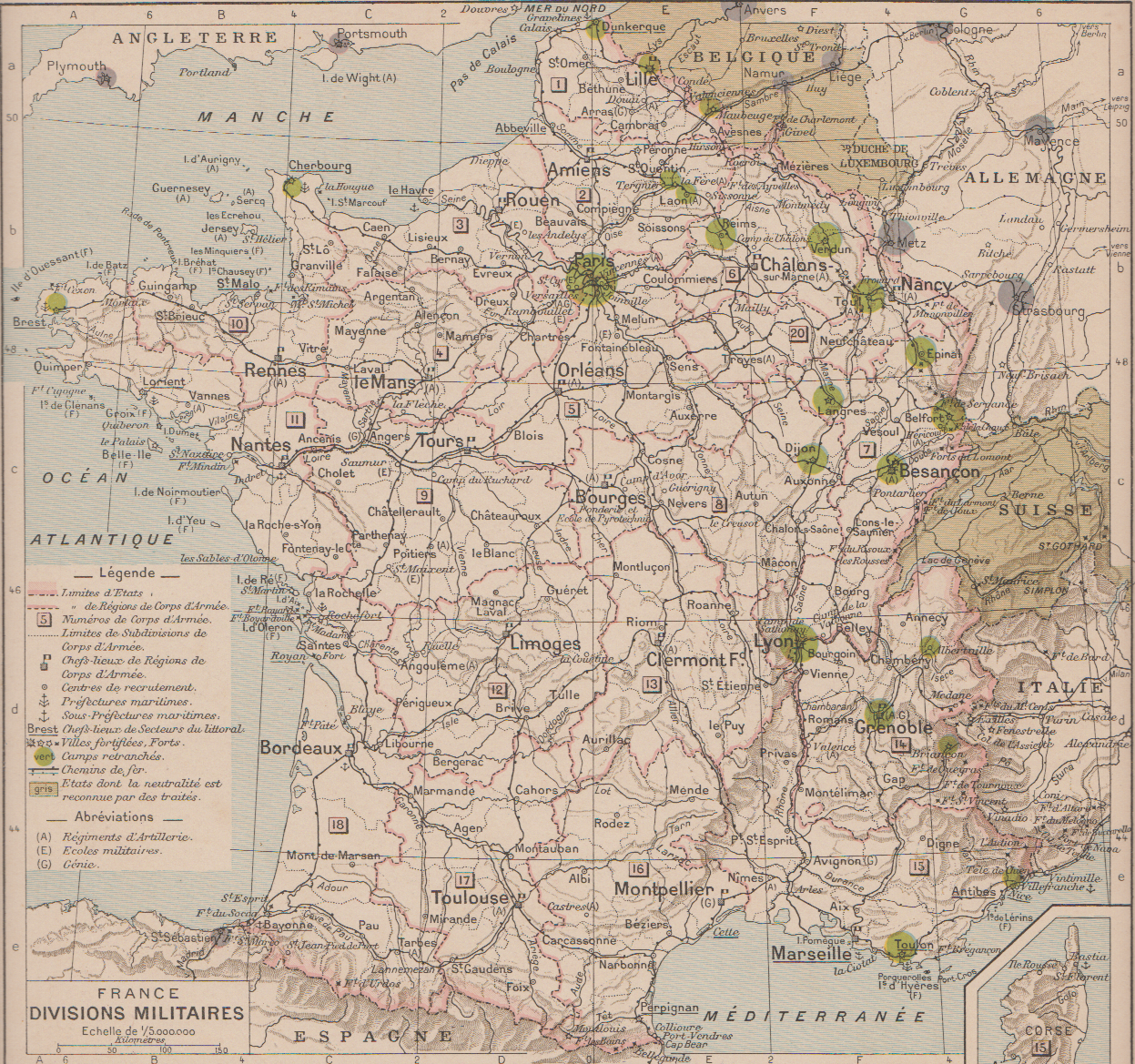
Carte française de l'organisation militaire en 1907, montrant les différents « camps retranchés » (places fortes).
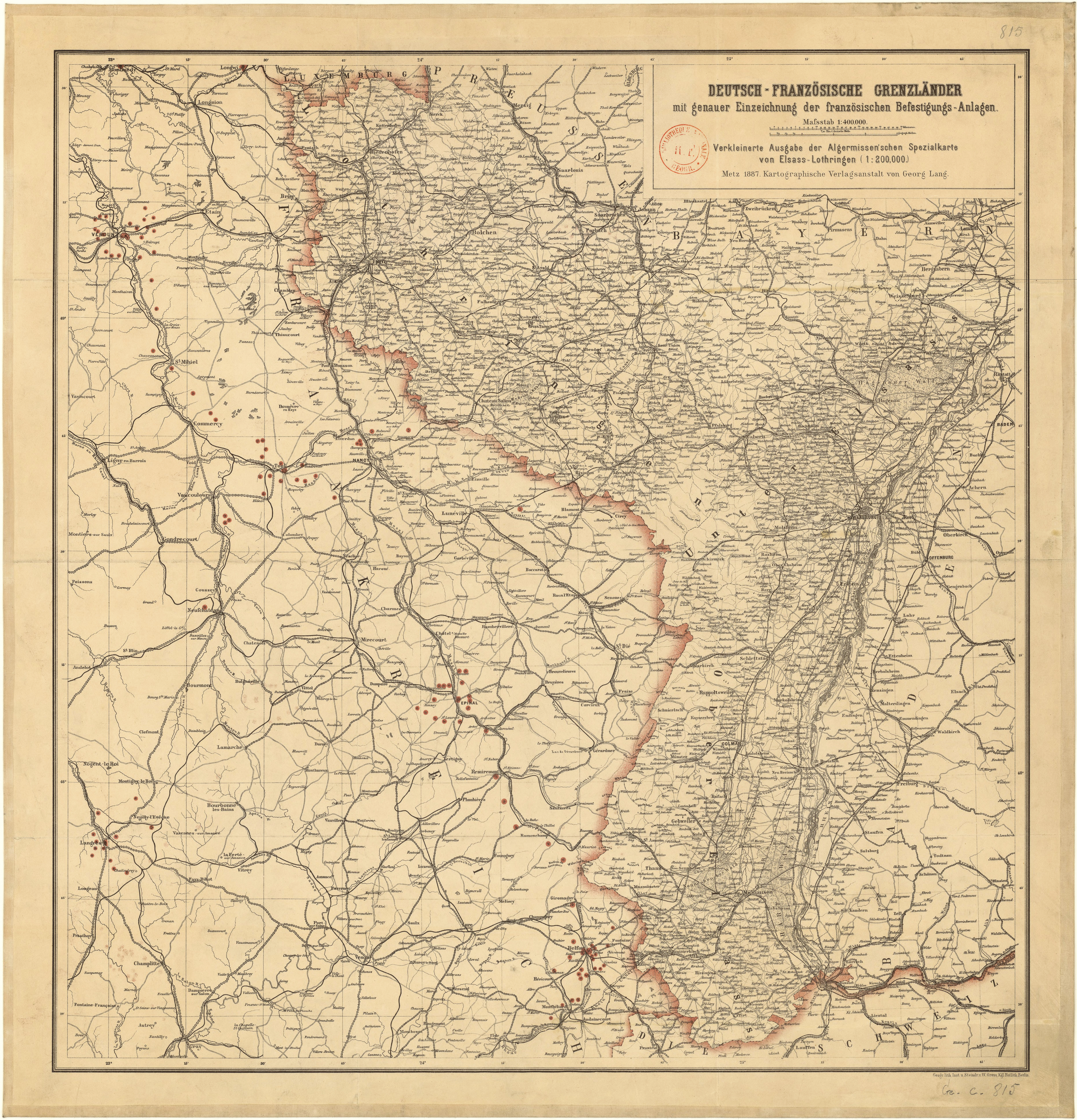
Carte allemande de l'Alsace-Moselle en 1887, avec la localisation de chacun des forts français.

#### Jura et Alpes
Les débouchés venant de Suisse vers la France sont fortifiés, avec notamment la trouée de Belfort (correspondant à l'aval de la vallée du Doubs) qui est barrée par les fortifications couvrant Montbéliard (fort Lachaux, fort du Mont Bart et trois batteries) et celles du môle du Lomont (le fort du Lomont et sept batteries dont celle des Roches).
Les cluses traversant le massif du Jura sont contrôlées, notamment par la petite place de Pontarlier (forts de Joux, du Larmont Inférieur, du Larmont Supérieur et de Saint-Antoine), par les deux forts bastionnés de Salins-les-Bains (les forts Saint-André et Belin) et par la position des Rousses (fort des Rousses, fort du Risoux et deux batteries), avec en arrière la place de Besançon (onze forts, cinq ouvrages et sept batteries). Les forts envisagés à Morteau et au col de la Faucille n'ont pas été construits ; seul le fort l'Écluse barre le défilé de l'Écluse.
L'unification italienne a pour conséquence la construction de fortifications contrôlant toutes les vallées alpines. Le fort du Truc au-dessus de Bourg-Saint-Maurice contrôle le passage du col du Petit-Saint-Bernard. La petite place d'Albertville (quatre forts et trois batteries) contrôle l'accès entre le Beaufortain et la Tarentaise. La Haute-Maurienne est barrée successivement par la barrière de l'Esseillon (en amont de Modane), puis par les forts du Sapey et du Replaton (en aval de Modane), enfin par le fort du Télégraphe (à Saint-Michel-de-Maurienne). La Basse-Maurienne est fermée par la barrière de Chamousset (au carrefour de la Maurienne et de la Tarentaise), soit les forts de Montperché, d'Aiton et de Montgilbert ainsi que sept batteries.
La place de Briançon, comptant cinq forts (de l'Infernet, du Janus, de Gondran, de la Croix-de-Bretagne et de l'Olive) et 40 batteries, bloque l'accès du col de Montgenèvre à la vallée de la Durance, face au fort italien du Chaberton. La vieille place de Mont-Dauphin et sa batterie annexe de Gros surveillent le col Agnel dans le Queyras. Le fort de Tournoux et ses six batteries annexes interdisent l'entrée de la vallée de l'Ubaye, fermée plus en aval par la petite place de Saint-Vincent-les-Forts et ses batteries.
Les vallées donnant accès à Nice sont surveillés par quatre forts, ceux de la Forca et des Milles-Fourches (dans le massif de l'Authion) pour la vallée de la Vésubie, du Pic-Charvet pour la vallée du Var et du Barbonnet (au-dessus de Sospel) pour la vallée de la Bévéra. Enfin, la route littorale est barrée par la place fortifiée de Nice (six forts, quatre ouvrages et quinze batteries).

### Seconde ligne et camps retranchés
La seconde ligne de places fortes complète la première, soit en cas de chute d'une place frontalière, soit en cas de débouché d'un ennemi à travers une trouée. La côte champenoise forme une position censée arrêter une offensive provenant de la trouée de l'Oise ou de celle de Stenay. Séré de Rivières avait proposé de fortifier les places de Péronne, de La Fère, de Laon, de Reims, d'Épernay, de Nogent et de Montereau, formant ainsi un arc de cercle protégeant Paris. La réalisation de ce programme se limite aux places de La Fère (trois forts et une batterie), Laon (cinq fort et trois batteries) et Reims (sept forts, deux ouvrages et trois batteries), avec uniquement des forts type 1874 non modernisés faute de moyens financiers. Ces trois places sont déclassées en 1912.
Plus au sud, la seconde ligne de fortifications est complétée par les places de Langres (sept forts, neuf ouvrages et sept batteries) et de Dijon (six forts, deux ouvrages et une batterie) doit bloquer une offensive débouchant de la trouée de Charmes.
Enfin, la place de Grenoble (six forts, un ouvrage et trois batteries) sert de place de seconde ligne aux fortifications savoyardes, profitant du relief pour barrer ce carrefour de vallées alpines.
La place de Paris est protégée par une vaste ceinture de 18 forts et 38 batteries construits depuis 1874, auxquels se rajoutent une autre ceinture plus réduite de forts bastionnés construits en 1840-1846. Le tout doit servir en cas d'invasion de « camp retranché », voir de « réduit national », pour protéger la capitale (ce qui en fait un objectif militaire très symbolique) qui est le principal nœud ferroviaire français (au centre du réseau en étoile de Legrand).
La place de Lyon est l'équivalent de celle de Paris, avec une ceinture extérieure de 14 forts et 70 batteries de type polygonal, doublant la ceinture de forts bastionnés construits en 1831-1848.

### Pyrénées et littoraux

#### Frontière espagnole
L'Espagne n'est pas considérée comme un voisin dangereux, d'où peu de travaux de modernisation des anciennes fortifications bloquant les accès pyrénéens. La route littorale passant par le Roussillon est tout de même surveillée par les deux forts polygonaux du Cap-Béar (à Port-Vendres) et del Serrat d'en Vaquer (à Perpignan). Le vieux fort bastionné de Bellegarde sur le col du Perthus est déclassé en 1907.
Le fort du Portalet, bastionné et datant des années 1840, contrôle le col du Somport. Les places de Bayonne, Navarrenx et Saint-Jean-Pied-de-Port sont déclassées en 1907.

#### Ports de la métropole
Les principaux ports métropolitains sont défendus par un grand nombre de batteries de défense côtière, notamment autour de Dunkerque, Calais, Boulogne, Le Havre, Cherbourg, Saint-Malo, Brest, Lorient, Saint-Nazaire, Rochefort, Bordeaux, Marseille et Toulon. Les ports proches des frontières terrestres sont protégés côté terre par des forts, formant les places fortes de Dunkerque et de Toulon. Dunkerque bénéficie d'un arrière-pays facilement inondable, défendu par trois ouvrages modernes, le fort de Mardyck (« ouvrage de l'Ouest »), l'ouvrage de Petite-Synthe et le fort des Dunes (« ouvrage de l'Est »), complétés par quatre batteries pointées vers la mer (Mardyck, Risban, Musoir et Zuydcoote).
La place de Toulon doit à son rôle de principal arsenal de la Méditerranée et à sa proximité avec l'Italie d'avoir une double ceinture de fortifications. À la première ceinture de forts bastionnés (Napoléon, Malbousquet, Saint-Antoine, Faron, Lamalgue, Cap-Brun, etc.), Séré de Rivières a rajouté une seconde ceinture de forts polygonaux (Six-Fours, Gros-Cerveau, Pipaudon, Mont-Caume, Croix-Faron, Coudon et Colle-Noire). En complément, une foule de batteries couvre la rade, le littoral et les îles d'Hyères.

#### Ports des colonies
Les ports coloniaux sont protégés par de nombreuses batteries côtières. S'y rajoutent quelques ouvrages modernes :
- Bizerte en Tunisie est protégé par le fort du Djebel Kébir (qui compte deux tourelles de mitrailleuses) ;
- Dakar au Sénégal est défendu par quatre tourelles blindées pour chacune deux canons de 240 mm des batteries du Cap Manuel et de Bel-Air ;
- Saïgon (Hô Chi Minh-Ville depuis 1975) en Indochine a en aval de l'estuaire l'ouvrage de Rach-Cat (de) (deux tourelles blindées, chacune pour deux canons de 240 mm M modèle 1893-1896 Colonies, complétés par deux canons de 75 mm et deux de 95 mm), tandis que la rade du Cap Saint-Jacques (Vũng Tàu, servant d'avant-port) est protégée par une série de batteries côtières, la presqu'île du Cap Saint-Jacques étant elle-même protégée par l'ouvrage de la Route de Baria (une tourelle de 75 mm épaulant une série de blockhaus d'infanterie, le tout situé à l'emplacement actuel de la base aérienne)[31].

### Garnisons
Pour assurer la défense des fortifications, des unités d'infanterie, d'artillerie et du génie sont casernées dès le temps de paix dans les places fortes, capables d'occuper tous les forts, ouvrages et batteries dès le premier jour de mobilisation. Toutes ces unités sont renforcées lors des jours suivant par des réservistes et des territoriaux. C'est le cas pour le 145e régiment d'infanterie à Maubeuge, les 164e, 165e et 166e à Verdun, les 167e, 168e et 169e à Toul, le 170e à Épinal, les 171e et 172e à Belfort, le 159e à Briançon, le 163e à Nice et le 173e à Bastia. En cas de mobilisation, les renforts d'infanterie sont d'une part une pleine division de réserve pour chaque place de l'Est (72e DIR à Verdun, 73e à Toul, 71e à Épinal et 57e à Belfort) et d'autre part des régiments d'infanterie territoriaux (par exemple pour Verdun les 15e, 36e, 44e, 45e, 46e et 48e RIT).
L'artillerie des places est servie par le personnel des onze régiments d'artillerie à pied, qui encadrent 64 batteries en temps de paix, plus 8 d'Afrique et 18 coloniales. En cas de guerre, l'arrivée des mobilisés les fait passer à 326, plus 21 d'Afrique et 28 coloniales.
|                                                                  | Régions militaires  | Portions centrales (dépôt)                                     | Détachements                                                                        |
| 1er régiment d'artillerie à pied                                 | 1re région          | trois batteries à Dunkerque                                    | deux batteries à Maubeuge, une à Calais et une à Boulogne                           |
| 2e régiment d'artillerie à pied                                  | 10e et 3e régions   | sept batteries à Cherbourg (Cherbourg-en-Cotentin depuis 2016) | deux batteries au Havre                                                             |
| 3e régiment d'artillerie à pied                                  | 11e et 18e régions  | trois batteries à Brest                                        | une batterie à Belle-Îsle, une à La Rochelle et une à l'île d'Aix                   |
| 4e régiment d'artillerie à pied (4e d'artillerie lourde en 1914) | 7e et 11e régions   | cinq batteries à Paris                                         | trois batteries à Lorient et deux à Langres                                         |
| 5e régiment d'artillerie à pied                                  | 6e région           | dix batteries à Verdun                                         | une batterie à Montmédy, une à Longwy et une dans les forts des hauts de Meuse      |
| 6e régiment d'artillerie à pied                                  | 20e région          | huit batteries à Toul                                          | une batteries à Frouard, une à Pont-Saint-Vincent, une à Manonviller et une à Pagny |
| 7e régiment d'artillerie à pied                                  | 15e région          | trois batteries à Nice                                         | deux batteries en Corse                                                             |
| 8e régiment d'artillerie à pied                                  | 7e, puis 21e région | six batteries à Épinal                                         |                                                                                     |
| 9e régiment d'artillerie à pied                                  | 7e région           | sept batteries à Belfort                                       |                                                                                     |
| 10e régiment d'artillerie à pied                                 | 15e région          | six batteries à Toulon                                         | une batterie à Porquerolles                                                         |
| 11e régiment d'artillerie à pied                                 | 14e région          | trois batteries à Briançon                                     | deux batteries à Grenoble, une à Tournoux, une à Modane et une à Albertville        |
| 6e groupe d'artillerie à pied d'Afrique                          | 19e région          | deux batteries à Alger                                         | une batterie à Oran et une à Philippeville                                          |
| 7e groupe d'artillerie à pied d'Afrique                          | 19e région          | quatre batteries à Bizerte                                     |                                                                                     |

Le génie détache dans les places des « bataillons de sapeurs-mineurs de place » : le 25e bataillon à Verdun, le 26e à Toul, le 21e à Épinal et le 28e à Belfort. S'y rajoutent les hommes affectées au parc de place (stocks de munitions, d'armes, d'outils et de matériaux), ceux s'occupant des colombiers militaires (les sapeurs colombophiles), ceux des compagnies d'aérostation (une pour chaque place de l'Est) et ceux des escadrilles aéronautiques (composées de 5 ou 6 avions).
| - H.F. 1 Mourmelon puis Toul - M.F. 2 Buc puis Verdun - Bl. 3 Pau puis Belfort - D. 4 Saint-Cyr puis Maubeuge - M.F. 5 Saint-Cyr puis Épinal - D. 6 Reims | - H.F. 7 Verdun - M.F. 8 Épinal - Bl. 9 Épinal - Bl. 10 Belfort - C. 11 Reims puis Douai - N. 12 Reims | - H.F. 13 Mourmelon - V. 14 Mourmelon - R.E.P. 15 Villacoublay puis Reims - M. 16 Mourmelon - Br. 17 Étampes - Bl. 18 Avord puis Dijon | - H.F. 19 Lyon - M.F. 20 Lyon - V. 21 Mourmelon - Bl.C. 2 Nancy - Bl.C. 4 Reims - Bl.C. 5 ? |

## Épreuve du feu

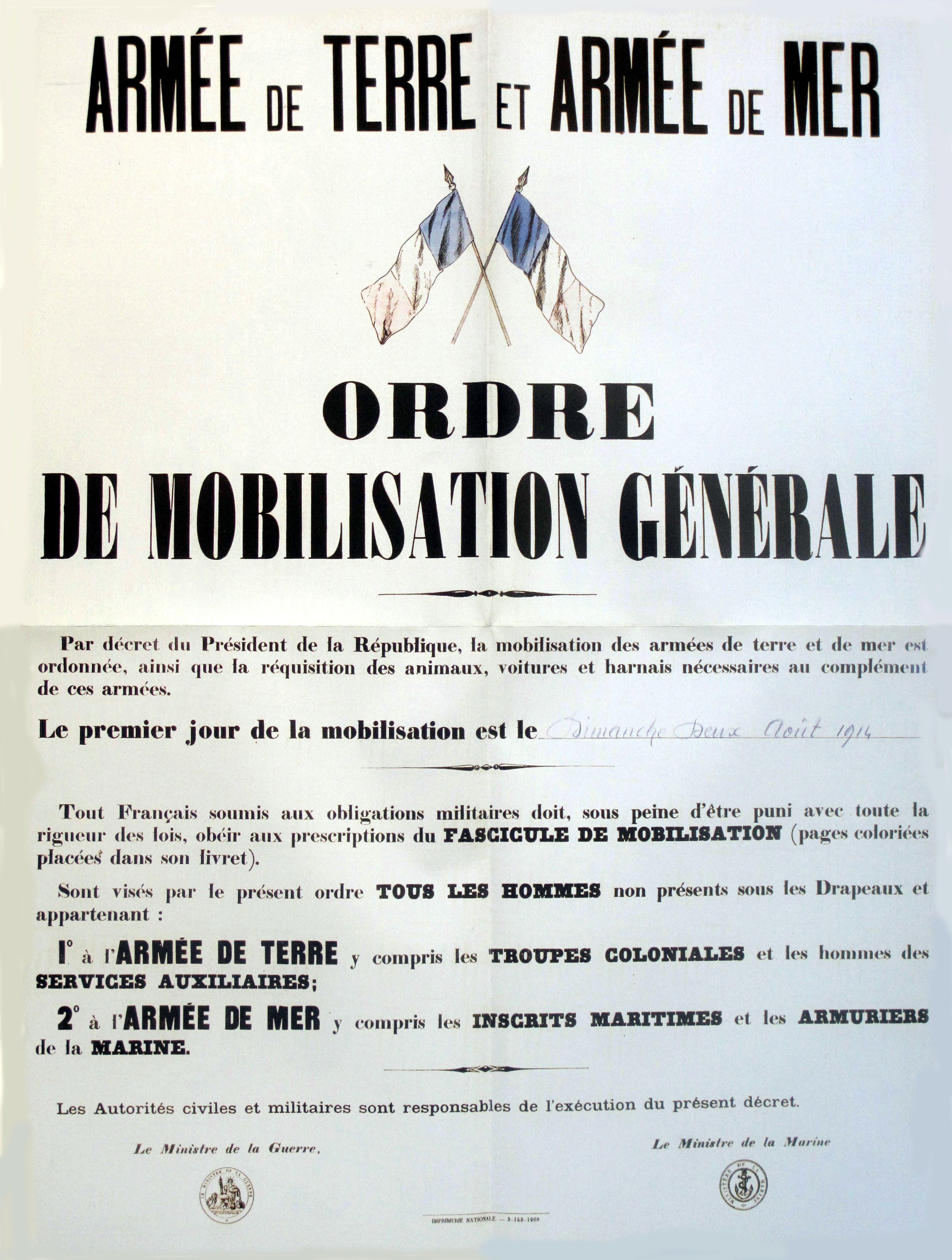
Affiche ordonnant la mobilisation générale d'août 1914.

Le système défensif sert pendant la Première Guerre mondiale, d'abord de couverture pour la mobilisation d'août 1914, ensuite de base de départ pour les offensives françaises du tout début du conflit, enfin surtout d'appui pour résister à l'invasion, notamment lors du siège de Maubeuge et lors de la bataille de Verdun.

### Couverture de la mobilisation
La mobilisation générale ordonnée à compter du 2 août 1914 appelle sous les drapeaux les réservistes et les territoriaux, faisant passer l'armée française de 736 000 à 3 580 000 hommes en quinze jours. Cette mobilisation préparée de longue date ne pouvant se faire à proximité du territoire allemand qu'à l'abri derrière des fortifications et des troupes, cette couverture est donc assurée par une partie des troupes d'active (essentiellement composées d'appelés) concentrée en temps de paix le long de la frontière franco-allemande : le 6e corps s'appuyant sur Verdun et les Hauts de Meuse, le 20e corps sur Toul, le 21e corps sur Épinal et le 7e corps sur la Haute-Moselle et Belfort, chaque place en plus de sa garnison abritant une pleine division d'infanterie (la 42e division à Verdun, la 39e à Toul, la 43e à Épinal et Saint-Dié et la 14e à Belfort).
La concentration aux frontières se fait par voies ferrées, le plan prévoyant dix lignes ferroviaires réservés aux militaires : chaque ligne, prévue pour deux corps d'armée, est verrouillée par une des places fortes. Cinq armées françaises sont ainsi créées selon les prévisions du plan XVII, avec la 1re armée en avant de Belfort et d'Épinal, la 2e armée en avant de Toul, la 3e armée en avant de Verdun, la 4e armée en réserve sur Sainte-Menehould et Bar-le-Duc et la 5e armée de Maubeuge à Montmédy.
Dès la déclaration de guerre, les divisions d'active sont déployées en avant des places fortes et sont chargés de dresser des retranchements sur les Hauts-de-Meuse, sur le Grand-Couronné de Nancy et aux débouchés de la forêt de Charmes ; ces unités sont remplacées à cette tâche par des unités de réservistes puis de territoriaux au fur et à mesure de leur débarquement. L'apport massif d'hommes et de matériel met les places sur le pied de guerre, complétant leurs effectifs et leurs approvisionnements, portant les garnisons de places à un total de 821 400 hommes. Chacune des places de l'Est reçoit en plus une division de réserve (à 14 500 hommes) affectée à la « défense mobile » : 72e division à Verdun, 73e division à Toul, 71e division à Épinal et 57e division à Belfort.

### Premiers combats de 1914

Deux plans différents : le plan XVII contre le plan Schlieffen.

À partir de la mi-août, les places fortes doivent servir de bases de départ aux offensives françaises vers le territoire allemand, comme prévu par le plan XVII. Si les forces françaises sont repoussées en Lorraine lors de la bataille de Morhange, la contre-offensive allemande est arrêtée lors de la bataille de la trouée de Charmes (validant le principe de l'attaque par les deux flancs d'un ennemi aventuré dans une trouée).
Fin août 1914, l'aile droite allemande, évitant les fortifications françaises modernisées de l'Est de la France, traverse la Belgique et le Luxembourg, encerclant les places fortes belges (Liège, Namur et Anvers) et débouchant dans le Nord de la France (appliquant le plan Schlieffen). Les places fortes et les forts d'arrêt du Nord et des Ardennes, non modernisées, freinent seulement la progression allemande : les forts sont matraqués par l'artillerie lourde allemande (210, 305 et 420 mm, ce dernier obusier surnommé Grosse Bertha). Lille est déclarée ville ouverte à la fin d'août et ses forts évacués ; les 50 000 défenseurs de Maubeuge se rendent après un siège qui dure du 28 août au 7 septembre.
En Lorraine, la citadelle de Montmédy est évacuée par les Français, tandis que la place de Longwy se rend le 26 août.
Le fort de Manonviller, un fort d'arrêt modernisé avec des tourelles, isolé en avant de la trouée de Charmes, est pris par les Allemands après un puissant bombardement (du 23 au 27 août : 979 coups de 150 mm, 4 596 de 210 mm, 134 de 305 mm et 59 de 420 mm). La ligne de front se stabilise après les batailles du Grand-Couronné et de la Haute Meurthe hors de portée de tir des places fortes de l'Est.

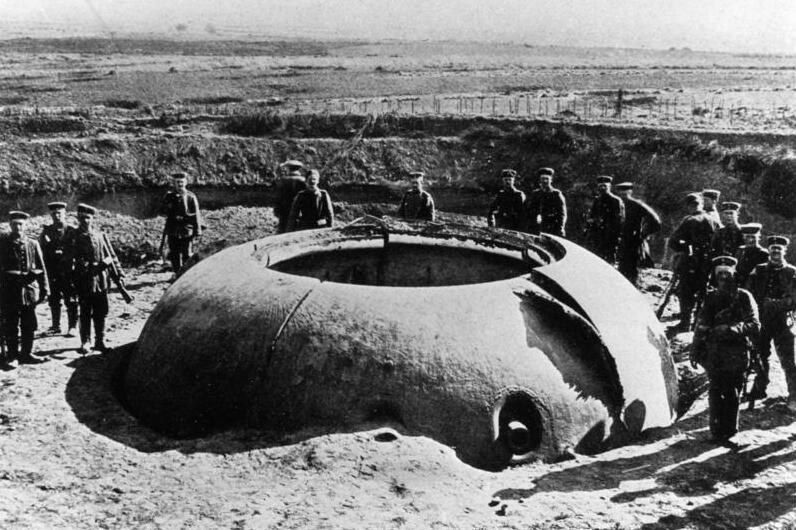
Soldats allemands posant autour de la tourelle Mougin du fort de Boussois (lors du siège de Maubeuge), décalottée en 1914 par les obus de 210 mm.
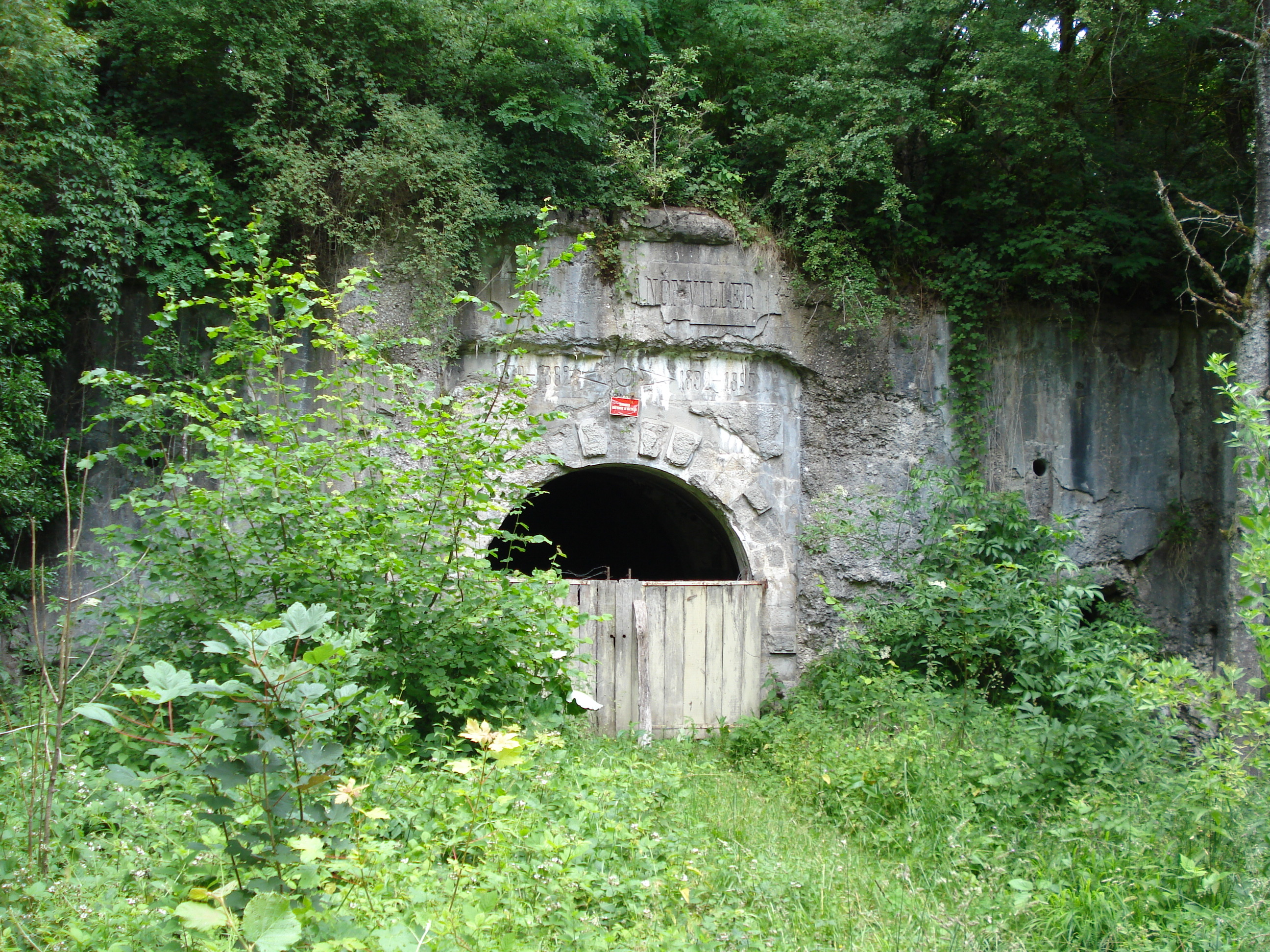
Entrée du fort de Manonviller, ruiné par les tirs d'artillerie lourde.
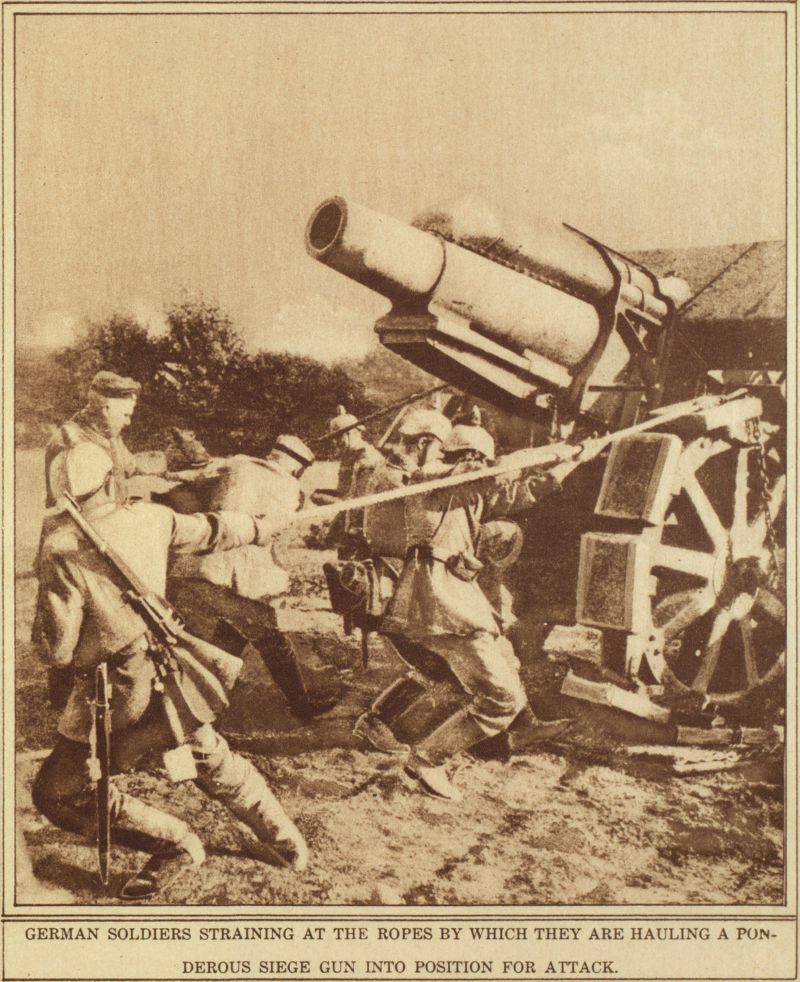
Artilleurs allemands mettant en batterie un mortier de 210 mm modèle 1910.
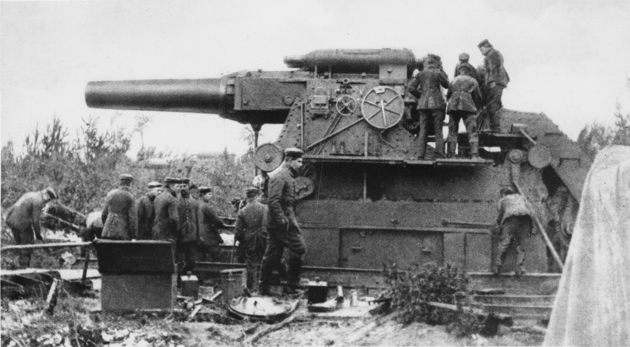
Obusier de 420 mm allemand.

### Rôle dans la guerre de tranchées

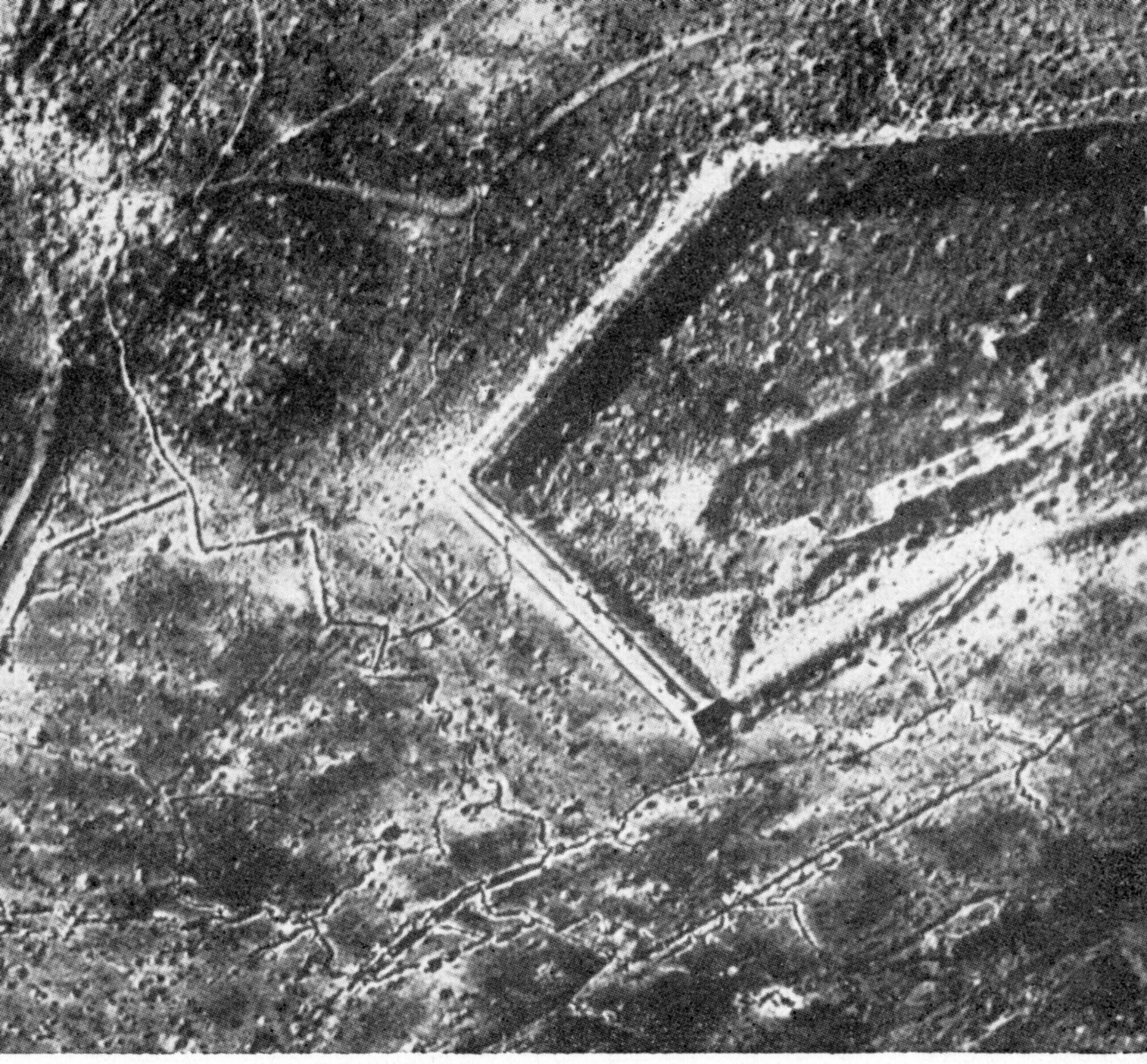
Le fort de Douaumont à la fin de l'année 1916.

Le commandement français perd toute confiance envers les fortifications à la suite des constatations de l'état du fort de Manonviller, une fois repris par les Français le 12 septembre 1914 : les Allemands ayant fait sauter les galeries avant d'évacuer, les officiers français constatent d'énormes trous dans les voûtes, dégâts attribués à tort aux obus de 420 mm. En conséquence, les troupes sont massivement retirées des places et surtout tous les forts sont désarmés en 1915, d'autant que le front a besoin des canons de place des forts.
Malgré cela, les forts autour de Verdun se révèlent en 1916 des môles importants de résistance lors des combats (bataille de Verdun), notamment ceux de Vaux, de Froideterre et de Moulainville. La confiance dans le béton revient, bien que les obus de 420 mm allemands et de 400 mm français (contre le fort de Douaumont) arrivent à percer la carapace des forts et que les garnisons souffrent du manque d'eau (les citernes sont fissurées par les bombardements) et d'asphyxie (due aux gaz en milieu confiné). L'ouvrage de Thiaumont, totalement détruit, témoigne de la capacité de destruction de l'artillerie lourde.

## État actuel des forts

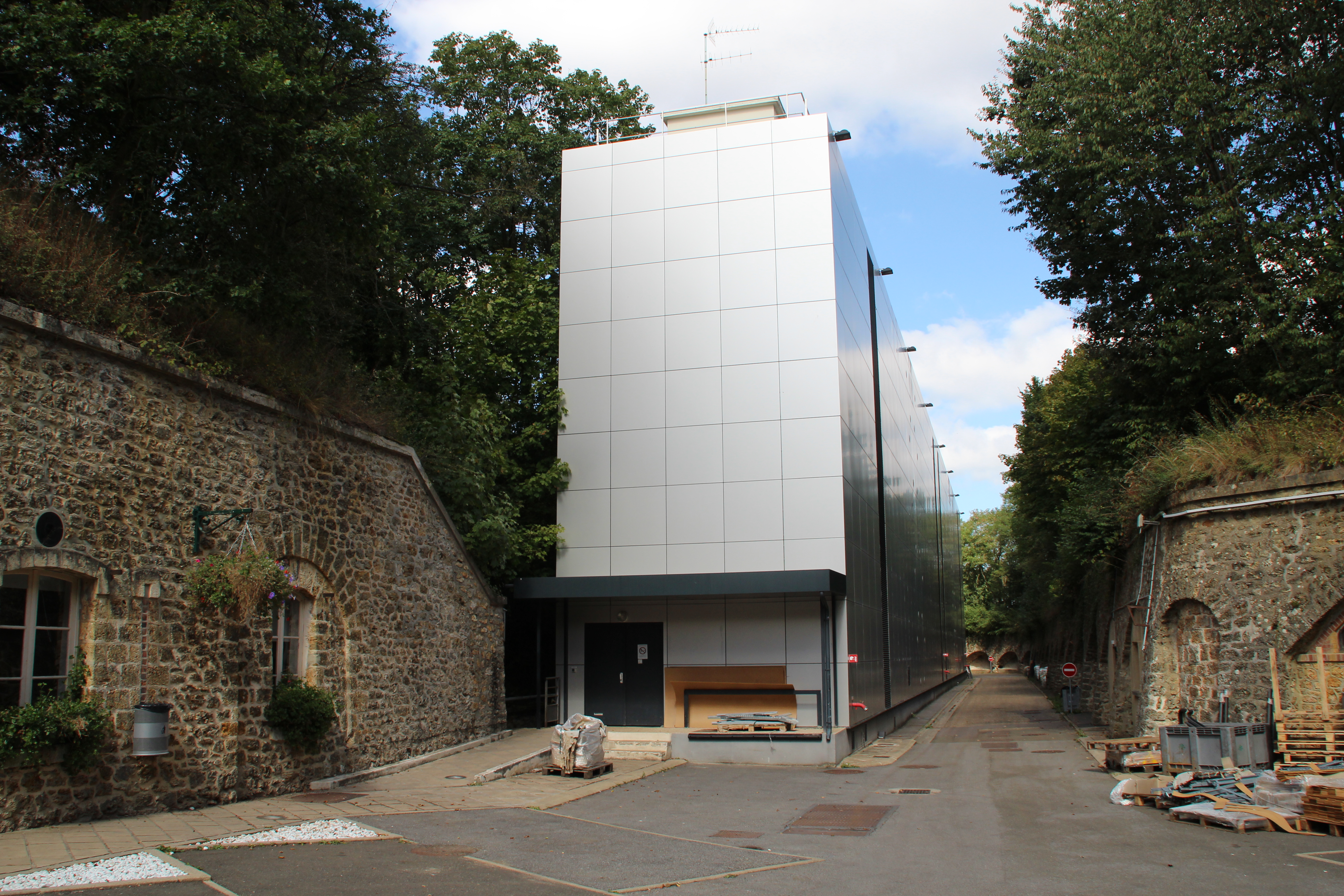
Bâtiment de stockage du Centre national du cinéma et de l'image animée dans les fossés de la batterie de Bois-d'Arcy (place forte de Paris).

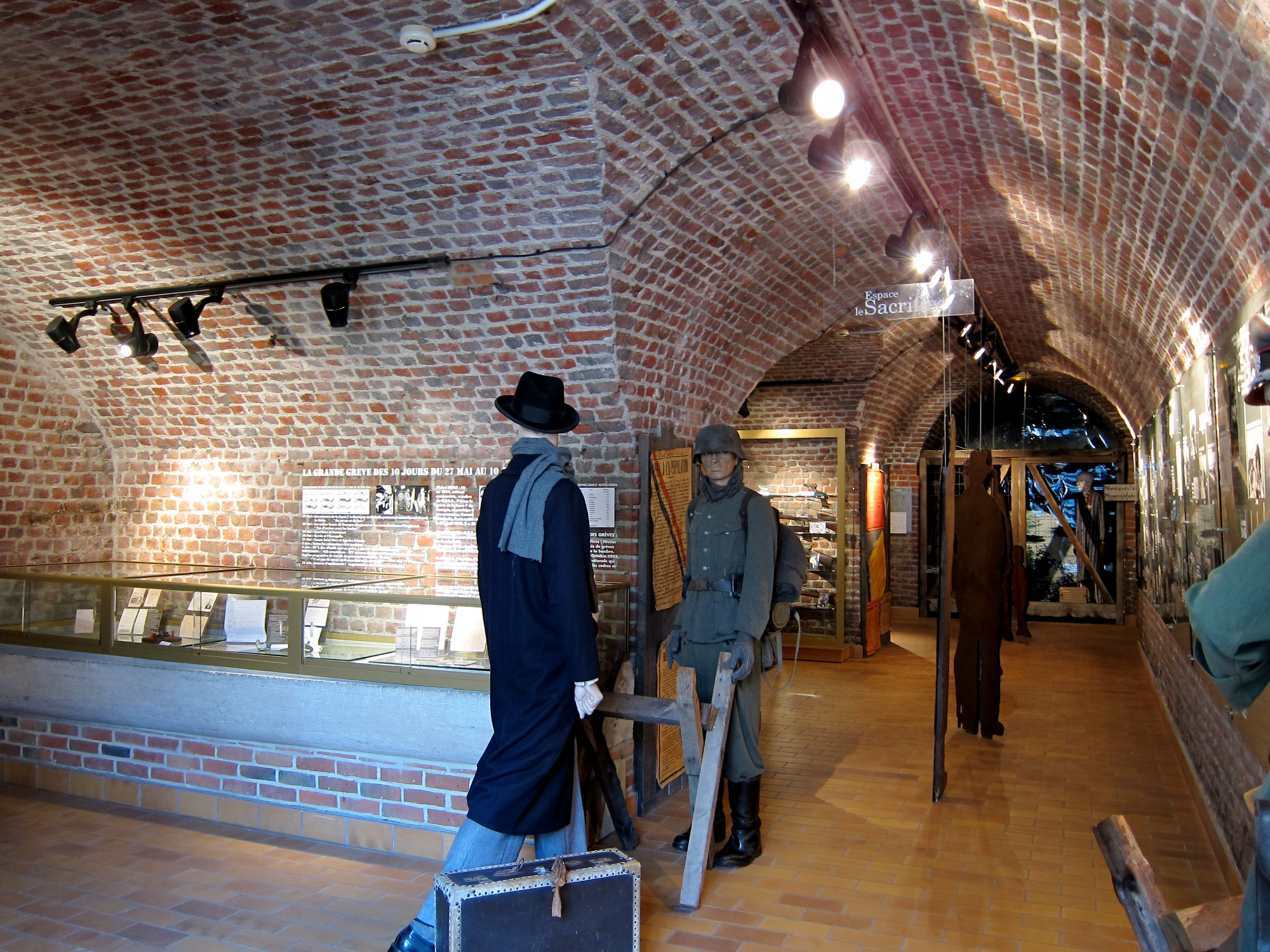
Musée de la Résistance installé dans le fort de Bondues (place forte de Lille).

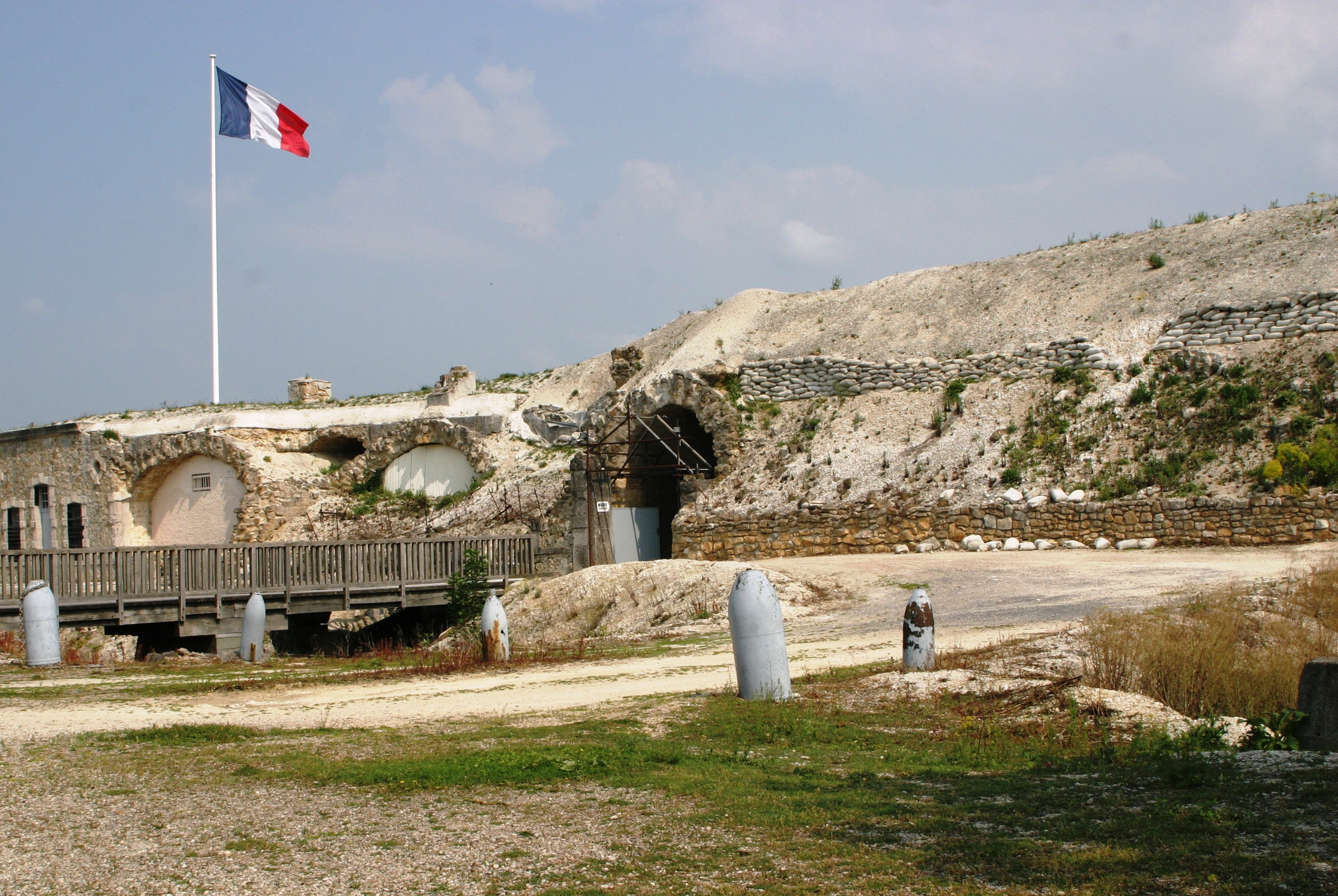
Le musée du fort de la Pompelle.

La fin de la Première Guerre mondiale entraîne le déclassement de la majeure partie des forts et batteries du système défensif imaginé par Séré de Rivières. D'une part il est vrai que les forts et batteries du XIXe siècle sont technologiquement dépassés, tandis que ceux ayant subi les combats sont généralement des tas de ruines inutilisables pour la plupart ; d'autre part la frontière avec l'Allemagne s'est déplacée loin des anciennes places fortes, laissant les fortifications modernes de Metz, de Thionville, de Bitche, de Strasbourg et de Neuf-Brisach aux mains des forces armées françaises. Toutefois une exception existe dans le cas de la place de Verdun, dont les forts ne sont que partiellement déclassés en 1926.
Si quelques forts à Maubeuge, dans le Jura et dans les Alpes, ainsi que les batteries côtières continuent à être utilisées par l'armée française pendant la Seconde Guerre mondiale (en servant de simple caserne ou en étant partiellement intégrés à la ligne Maginot), les autres forts sont le plus souvent laissés à l'abandon. Dès l'entre-deux-guerres, des ouvrages sont proposés pour des activités civiles (par exemple une usine est installée dans la batterie de Bouviers de 1933 à 1990) voire vendus à des particuliers. À la fin du XXe siècle, de nombreux forts sont confiés aux collectivités locales (départements et communes), qui parfois les aménagent soit pour servir à de nouvelles fonctions (par exemple pour Emmaüs dans l'ouvrage de Wambrechies) soit pour accueillir quelques visites. Plusieurs ouvrages sont ouverts plus ou moins régulièrement au public :
- Ain : le fort l'Écluse ;
- Aisne : les forts de la Malmaison et de Condé ;
- Alpes-de-Haute-Provence : les forts de Tournoux et de Roche-la-Croix ;
- Alpes-Maritimes : le fort du Barbonnet ;
- Ardennes : le fort des Ayvelles ;
- Doubs : les forts du Lomont et du Mont-Bart ;
- Haute-Marne : le fort du Cognelot ;
- Haute-Saône : le fort du Mont-Vaudois ;
- Île-de-France : les forts de Villiers, de Chelles, de Sucy et de Cormeilles ;
- Isère : les forts du Saint-Eynard et du Mûrier ;
- Jura : le fort des Rousses ;
- Marne : le fort de la Pompelle en musée ;
- Meurthe-et-Moselle : le fort de Villey-le-Sec, le fort du Vieux-Canton le fort de Manonviller et la batterie de l'Éperon ;
- Meuse : les forts de Troyon, de Liouville, de Jouy-sous-les-Côtes, de Vaux et de Douaumont ;
- Nord : les forts de Leveau, de Seclin, de Bondues, de Mons-en-Barœul et des Dunes ;
- Pas-de-Calais : la batterie de la Crèche[40].
- Rhône : le fort de Saint-Priest, le fort de Bron et la batterie des Carrières ;
- Savoie : les forts de Montperché et de Tamié ;
- Territoire de Belfort : les forts de Giromagny, de Vézélois, de la Côte d'Essert (batterie Édouard Thiers) et des Basses-Perches ;
- Vosges : les forts d'Uxegney, de Bois-l'Abbé, de Bourlémont et du Parmont ;